# 水曜日のダウンタウン
『水曜日のダウンタウン』（すいようびのダウンタウン、英: WEDNESDAY DOWNTOWN、SUIYOBI NO DOWNTOWN）は、TBSテレビ系列で2014年4月23日から放送されているバラエティ番組。ダウンタウンの冠番組。
毎週水曜日22時台（JST）に放送されているが、正確な放送時間は何度か変わっている（詳細は#放送時間の変遷を参照のこと。なお、番組開始から2年間は冒頭4分間がローカルセールス枠であった）。
動画配信サービス「TVer」で史上初の総再生回数1億回、2億回を超えた番組である。

## 概要
お笑い芸人および芸能人が自らの提唱する様々な『説』および企画をプレゼンし、その『説』や企画を検証した模様をVTRで紹介してスタジオでパネラーとトークを展開する番組。番組後半では世の中にある『説』や視聴者から投稿された『説』を紹介・検証するコーナー「みんなの説」が行われる。
VTRを中心とした番組構成を採っている。『クイズ☆タレント名鑑』などを手掛けた藤井健太郎のプロデュースによる、VTR中での悪意がふんだんに込められた演出が最大の特徴。芸人にドッキリを仕掛けることも多く、演出や内容が原因となったトラブルや炎上もしばしば発生している（詳細後述）。VTR中にはワイプが表示されており、その都度スタジオの出演者によるツッコミやフォローが入る。
初回放送では視聴率7.0%を記録し、2015年6月3日放送の『SNSを張り込んでいれば芸能人に会える説』で瞬間最高視聴率14.5%を記録。その後レギュラー回では平均8%前後、スペシャル回では10%台前半を推移している（視聴率はいずれもビデオリサーチ社調べ、関東地区・世帯・リアルタイム）。また、2020年よりビデオリサーチが導入したコア視聴率（13〜49歳）でも5%前後と好調に推移している。
2022年4月で『リンカーン』の8年間を超え、2024年4月で10周年を迎え、ダウンタウンがTBS系列でMCを務めたレギュラー番組の中では最長の放送期間となった。

## 出演者
- MC - ダウンタウン
  - 浜田雅功 - MC[注 2][注 3]
  - 松本人志 - レギュラーパネラー[注 4]
    - 総集編では2人ともパネラー。
- プレゼンター
  - 通常回：1～4組が登場（『みんなの説SP』では3組がオープニングで一斉に登場。総集編は1人で、プレゼンターが部分的にMCの仕事も兼ねる）。
  - 2時間SP：1～7組が登場。
- パネラーゲスト
  - 2021年2月17日放送分以降は、ほとんどの回でパネラーは松本を含めて4人（ゲストは3人）。座席は一部の回を除いて、プレゼンター側から見て左から「男性ゲスト、女性ゲスト、男性ゲスト、松本」か「女性ゲスト、男性ゲスト、女性ゲスト、松本」の順[注 5]。
  - それ以前はパネラーは基本的に5人（ゲストは4人）で、座席は一部の回を除いて、プレゼンター側から見て左から「男性お笑いタレント、女性タレント、男性タレント[注 6]、女性タレント、松本」の順[注 7]。
  - 2時間SPではゲストは最大6人。
  - 総集編は左から松本、浜田の順。

字幕放送に対応している（字幕色は浜田が黄色、松本が水色、プレゼンターが緑、ナレーターの服部とゲストが白）。

## 放送時間の変遷
| 放送期間   | 放送期間   | 放送時間（JST）            |
| ---------- | ---------- | -------------------------- |
| 2014.04.23 | 2016.03.23 | 水曜 21:56 - 22:54（58分） |
| 2016.04.20 | 2017.09.27 | 水曜 21:57 - 22:54（57分） |
| 2017.10.11 | 2018.03.28 | 水曜 22:00 - 22:54（54分） |
| 2018.04.11 | 2019.04.24 | 水曜 22:00 - 23:07（67分） |
| 2019.05.08 | 現在       | 水曜 22:00 - 22:57（57分） |

## 番組史
2014年
- 4月23日、放送開始。

2015年
- 7月15日放送の『徳川慶喜を生で見た事がある人 まだギリこの世にいる説』が、ギャラクシー賞・2015年7月度月間賞を受賞。
- 8月、番組ロゴを小変更。タイトル部分は変わらないが、松本を模したキャラクターの頭部が金髪に変わり胸部に大胸筋が追加された。
- 9月16日、初の番組DVDが発売された。

2016年
- 3月23日、総集編として『ランク王国』とのコラボSPを放送。TBS系列の番組とのコラボは初。
- 4月20日、『JNNフラッシュニュース』の1分拡大に伴い、開始時刻を1分繰り下げ（一部地域は3分繰り上げ）、21:57 - 22:54での放送となり、『フラッシュニュース』との接続はステブレレスからステブレ入りに変更。また、全局が全編同時ネットに移行する。
- 9月21日、総集編として『水曜日のダウソタウソ』を放送（通常の出演者は出演せず、ダウソタウソ・宮川大好・まねだ聖子らモノマネ芸人が出演）。
- 10月25日、番組公式のLINEスタンプを発売。

2017年
- 6月7日放送の『先生のモノマネ プロがやったら死ぬほど子供にウケる説』が、ギャラクシー賞・2017年6月度月間賞を受賞。
- 10月11日、『JNNフラッシュニュース』の3分繰り下げに伴い、放送枠を22:00 - 22:54に変更（3分縮小）。
- 11月1日は前座番組『SMBC日本シリーズ第4戦』（18:15 - 22:00）の中継が早く終了したため、21:55 - 22:00は当番組の直前枠として普段は放送していない「パネラーの説」などが放送された。

2018年
- 4月11日、2時間スペシャルとして丸ごと『こちら葛飾区亀有公園前派出所』に出てきたネタを検証する『水曜日のダウンタウン〜「こち亀」検証SP〜』を放送。オープニングのナレーションは本家アニメ版で両津勘吉を演じていたラサール石井が務めた。また、この日より月〜木曜日22時台の番組の終了時間を同23時7分に延長に伴い、放送時間を13分拡大。
- 4月18日、通常回オープニングがリニューアル。
- 9月26日、『王様のブランチ』とコラボした総集編を放送。
- 10月1日、動画配信サービス・Paraviにおいて配信開始。放送日の午前0時に前回分が配信されるが、総集編や著作権がクリアできない『説』は配信されない場合がある。

2019年
- 2月28日、クロちゃん（安田大サーカス）の名場面のみを使用したクロちゃん〜モンスターハウス〜LINEスタンプが販売される。
- 3月20日、総集編として『しあわせ家族計画』のパロディ企画『しあわせあかつ計画』を放送。あかつに、これまでの放送の中で厳選された100個の説タイトルを1週間の内に暗記させ、全て一言一句間違えずに答えられた場合のみ賞金100万円を獲得できるチャレンジをさせた。結果は成功で100万円獲得。
- 5月8日放送の『新元号を当てるまで脱出できない生活』が、ギャラクシー賞・2019年5月度月間賞を受賞。
- 5月8日より月 - 木曜日22時台の番組の終了時間が22時57分に変更されたことに伴い、放送時間を10分短縮。

2020年
- 4月8日、Paraviでの配信開始を放送終了直後（22時57分）に変更。
- 4月29日 - 7月1日 新型コロナウイルス感染拡大の影響によりスタジオ収録と検証ロケが困難になったため、過去の放送内容を再編集した特別編を放送。
  - 6月3日、新企画として『リモート“コントロール”クロちゃん』を実施。生放送で、自宅にいるクロちゃんの行動を視聴者がデータ放送の4色ボタンで決定するというもので、番組のメインであるダウンタウンは一切登場せずクロちゃんのみの単独出演となった。
  - 7月1日、特別編として『ADが語る"しんどかった説"座談会』を放送。6月3日の放送と同様、番組のメインであるダウンタウンは全く登場しなかった。

- 7月15日、スタジオでの新規収録回を再開した。
- 7月22日、この日は21:00から2時間スペシャルを放送したが、北海道放送・東北放送・RKB毎日放送のみ21:57からの60分短縮版が放送された。
- 12月16日、TVerにおいて最新話の無料見逃し配信開始。

2021年
- 3月10日 - 同月24日、10日に2時間スペシャルで『まだ誰もやってないモノマネ王座決定戦』『CMホントドッキリ』、17日には『東大王』とのコラボで『知力×体力 ミックスルール対決』、24日には『30-1グランプリ』と『説』でない企画を3週連続で放送し、これが既存のモノマネ番組・ドッキリ・クイズ・お笑い賞レースの概念を破壊する企画として話題になる。
- 4月14日、番組8周年を機に通常回オープニングが2度目のリニューアル。
- 10月6日放送の『おぼん・こぼん THE FINAL』回が、ギャラクシー賞・2021年10月度月間賞を受賞。
- 12月22日、当日放送された『「帯番組」のMCということで喜んで受けたオファーが「着物の帯を紹介する番組」だったとしても「だったらやめます」とは言い出しづらい説』の検証番組として、『すてきに帯らいふ』を本番組放送約1時間後の0:26 - 1:25（22日深夜）に放送。この日の番組内容や「帯番組」の存在自体、放送内で発表されるまで完全に伏せられていた。

2022年
- 3月18日、2021年を通してより多くのユーザーに愛され、TVerの発展に貢献したコンテンツに贈られる「TVer アワード 2021」バラエティ大賞を受賞。TVerにおける番組の総再生回数は史上最多の2382万回を記録した。
- 6月6日、『おぼん・こぼん THE FINAL』が公益財団法人放送文化基金主催の第48回放送文化基金賞において、テレビエンターテインメント番組部門の最優秀賞を受賞。「果敢な仕掛けと必死の説得から生まれる奇跡の展開は、予定調和をよしとしない同番組ならではの緊迫感に満ちていた。深まる溝、意地とプライド、修復と和解。心の奥底の感情をすくい上げ、赦（ゆる）しへの希望も描き出す、出色の人間ドキュメントにもなっていた。時にはバッドエンドも厭わず、テレビバラエティーの限界に挑むその姿勢が高く評価された」と評された。
- 12月21日、クロちゃんの恋愛企画『MONSTER LOVE』の完結編が放送され、リチとのカップルが成立した。

2023年
- 5月20日（土曜日）、持続可能な開発目標（SDGs）の達成をテーマとした大型特番『一緒にやろう SDGsの日』（14:00 - 21:54）の14時台コーナーとして、本番組とのコラボ企画『花見のごみを集めて桜前線と共に北上すれば日本本土最北端へ着く頃にはそのリサイクル額で新たな桜植樹できる説』（あかつによる検証ロケ）を放送。
- 6月30日、U-NEXTとParaviがサービス統合。U-NEXTで本番組の配信が開始。
- 6月21日放送の『昭和はむちゃくちゃだった系の映像、全部ウソでもZ世代は気付かない説』が、ギャラクシー賞・2023年6月度月間賞を受賞。
- 8月16日、TVerで初の累計1億再生を突破したとして、過去の放送回の一部を期間限定で再配信した。

2024年
- 1月8日、松本の無期限活動休止が発表される。1月10日・17日・24日の放送では直前に収録された内容を予定通りに、松本の出演シーンもそのまま放送された。しかし、収録日などの字幕は表示がなかった。
- 1月31日、松本不在による初めての放送。それに伴い番組ロゴ・オープニング映像を小変更。タイトル部分は変わらないが、松本を模したキャラクターが2015年4月15日放送分の『松本人志 メキシコからきた謎のマスクマンとしてプロレス会場に登場してもバレない説』にて松本が扮した覆面レスラー『エル・チキンライス』に変更された。また、当該回においては番組後半に緊急生放送企画を放送した（後述）。
- 3月13日、『清春の新曲 歌詞を書き起こせるまで脱出できない生活』を放送したが、その後の予告では先週と全く同じ映像が放送され、番組側も放送まで詳細な告知をしなかった。
- 3月20日、予告通り前週とほぼ同じ映像を放送し、EDにて「2023年度分の予算が底をついたため、13日分を再放送しました」と事情説明が行われた。コロナ禍での収録が困難な中での再放送や総集編などの理由を除く純粋な再放送は異例の放送形態となるが、一部映像の追加やテロップの違いなどある程度の先週とは異なる編集も行われた上で視聴者への間違い探し企画を発表し、SNSで話題を呼んだ。
- 12月18日放送の「名探偵津田 第3話 怪盗VS名探偵 ～狙われた白鳥の歌～」がTVerでの見逃し配信再生数（12月18～25日）が429万回を突破し、全バラエティー番組の配信開始8日間の再生数としては歴代最高記録を更新。また同番組の見逃し配信の累計再生数も2億回を突破。

2025年
- 3月10日 - 5月2日、浜田が活動休止。
  - 4月23日放送分から5月21日放送分まで代理MCを起用。4月23日放送分は小籔千豊、4月30日放送分は後藤輝基（フットボールアワー）、5月7日放送分は高橋茂雄（サバンナ）、5月14日放送分は今田耕司、
  - 5月14日放送分では代役MCを逆手に取り「代役MCホントドッキリ」を敢行。最も早くMC仕事を承諾した中嶋亨（や団）が5月21日放送分のMCを担当した。
  - 4月21日、ダウンタウンの意向により「ダウンタウンDX（読売テレビ）」の終了が報じられた。それによる4月30日の定例記者会見にて、TBSテレビ専務取締役の合田隆信は「TBSにはダウンタウンより終了の要望を受けていない」として本番組の放送継続を発表した。
  - 5月2日、浜田が活動再開に伴い6月4日放送分から出演を再開した。

## コーナー
説のプレゼン
プレゼンターが唱えた『説（もしくは企画）』を検証する、当番組のメインコーナー。『説』のタイトルは基本的に浜田が読み上げる。
ロケやアンケートを実施し提唱内容と仮説が合致すれば「説立証」、しなければ「説立証ならず」となる。VTR後は「検証結果」として静止画（多くはVTRの一場面の切り抜き）とナレーションによって結論が提示される。基本的には『説』に沿った結論が出るも、場合によって『説』とはほとんど無関係な結論を下すことも多々ある。
VTRによる検証の他、スタジオ内のパネラーおよび視聴者に対してドッキリを仕掛け番組終盤にプレゼンターが登場してネタバラシを行う例、パネラー全員が別のスタジオに移動してクイズ・ゲーム企画を通じて検証を行う例もある。
プレゼンテーブルにはキノコ型のボタンがあり、初期の頃は困った場合にそのボタンを押して別室で待機している専門家を呼び、プレゼンの補足を頼むことが見受けられた。しかし回を追う毎に検証VTR内で専門家の解説が行われるようになり、現在は据え置きされてあるだけとなっている（それでも押した場合はサイレンが鳴る仕組み）。
同一の企画を複数回に分割の上、長期に渡り放送する『連載企画』が提唱される場合もある。
みんなの説
視聴者から寄せられた『説』を検証する、もう1つのメインコーナー。ここでの『説』のタイトルはプレゼンターが読み上げる。
およそ半年に1度のペースで行われる『みんなの説SP』では、視聴者から寄せられた『説』（通常回よりは小規模）を一挙に検証していく。この回ではプレゼンターが3組登場し、それぞれの気になった『説』を順にプレゼンする。2024年10月30日放送分以降は、『説』が採用された視聴者に「みんなの説」のロゴがデザインされた番組特製キーホルダーがプレゼントされる。
コーナー開始時のBGMは、当番組の他のBGM同様PUNPEEが作曲しているが、プレゼンターの1人として登場する小籔千豊が気に入り「次はこれを入れたらいいんじゃないか?」という言葉により、その発言の次の回からは実際に音が足されたバージョンになっている（これまでにウッドベース・ラップ・ラッパが足されている）。
パネラーの説
スタジオ収録の際、最初の『説』のプレゼンが開始される前にオープニングトークが行われ、パネラーが1人1つずつ自らが考える『説』を発表している。その模様は通常回では放送されず、以前は『王様のブランチ』『テレビ殿堂入り映像祭2016』で発表していたが、2019年以降は「パネラーの説検証スペシャル」としてまとめて紹介。実際に検証可能な『説』については検証VTRも作られる。スタジオパートでは浜田もパネラー席に座り、プレゼンター役の芸人と2対1で向かい合う構図となっている。
総集編
毎年3月・9月および新規収録が困難な場合に放送。スタジオパートでは浜田もパネラー席に座りプレゼンター役の芸人と2対1で向かい合う形式で収録されるが、別番組のセットを利用したりスタジオパートを設けずナレーションで進行される場合もある。音声多重放送を用いる場合もある。
過去には林家パー子の特徴的な笑い声の挿入、検証に参加した人物を振り返りながら招集し合奏する「歌うまWe Are The World」、本番組のセルフパロディでモノマネ系説を振り返る「水曜日のダウソタウソ」、『ランク王国』とコラボして渋谷の女の子200人に聞いた「もう一度見たい説ランキング」の発表、VTR出演回数ランキングにランクインした人物の活躍した『説』を振り返る、番組公式LINEスタンプの元ネタを振り返る、検証結果から説タイトルを当てるクイズ、これまでに放送された『説』から100個の説タイトルを暗記させる『しあわせあかつ計画』、『説』検証の為に作られたニセ番組の内容から何の『説』を検証したのかを当てるクイズ、過去に検証VTR内で取り上げられた一般人のその後を調査する『あの説は今』、過去にドッキリを受けた人へ全く同じドッキリを仕掛ける『全く同じ事もう1回やってみましたSP』、音楽にまつわる『説』をまとめた『音楽の説の日』、長いタイトルの『説』をランキング形式で振り返るなど毎回異なる視点で本番組の過去の企画を振り返っている。

## シリーズ
説・企画によっては同様の内容に対して検証の対象や条件を変える、あるいは説立証へ向けて検証方法を改善するなどして複数回にわたって検証が行われる場合や、過去に用いられた検証方法を利用して別の説の検証を行う場合がある。以下はその一部である。

### 説
- マジで0人説
  - みんなの説にて、第13回までたむらけんじが担当していたコーナー。
  - 基本的に「一般的な感覚からは考えられない行動」もしくは「イメージに相反する人物」を題材にした説。例えば『中華街のコンビニで肉まん買う奴マジで0人説』は、「中華街にはいくらでも肉まんが売られているのだから、わざわざコンビニで買う必要がない」というロジックである。
  - 検証方法としては一定の場所で張り込みや取材を行うのが基本で、「1人でも見つければ説不成立」という悪魔の証明のためスタッフの執念もあってか、多くの『説』が不成立となっている。
  - 第4弾放送後に「マジで0人説」のみの投稿フォームを設け、視聴者投稿を募集してからは視聴者からの説も採用された[注 13]。

| No. | 放送日         | 説タイトル                                                                                                | 備考 |
| --- | -------------- | --- | --- |
| 1   | 2014年11月5日  | 中華街のコンビニで肉まん買うヤツ マジで0人説                                                              | 前述の通り、「中華街にはいくらでも肉まんが売られているのだから、わざわざコンビニで買う必要がない」という論理で検証。しかし検証開始からわずか2時間後、コンビニで肉まんを買う人が現れたため説立証ならず。その後も、コンビニの方が安価であることを理由にコンビニで買う人は何人かいた。さらに観光客を相手にターゲットを絞るも、検証3日目にしてコンビニで肉まんを買った人が発見されたためいずれにせよ説は不成立。                                                                |
| 2   | 2014年12月10日 | 香川県のそば屋でうどん置いてる店 マジで0軒説                                                              | 一軒だけ見つかったため、説立証ならず。張り込みで調査を行うとカツ丼・ラーメン・鍋焼きうどんなど、様々なメニューを取り揃えていた。 |
| 3   | 2015年2月4日   | アパートに住んでるフェラーリオーナー マジで0人説                                                          | F355を所有していながら6畳ワンルーム・家賃4万円のアパートに在住している人物が大阪府に存在していることが判明したため、説立証ならず。所有者曰く「800万円のF355を月3万円の10年ローンで購入し、維持費に総額7.5万円掛けている」とのこと。 |
| 4   | 2015年6月10日  | パンパンのリュック背負ってる社長 マジで0人説                                                              | 発見された。 |
| 5   | 2015年7月15日  | すき家築地店でまぐろ丼頼むヤツ マジで0人説                                                                | たむらが個人的に興味深い説で「日本一の魚市場であるにも拘らず、わざわざすき家でまぐろ丼を食べる訳がない」という論理で検証。早速お持ち帰りで注文する客が現れたため早くも説立証ならずと思われたが、ナマモノのためお持ち帰りできないことを理由にセーフとなった。ところが店内で女子中学生2人組がまぐろ丼を食べていたため、説立証ならず。さらに検証を続けた結果すき家でまぐろ丼を注文する人は何人かいたため、「すき家のまぐろ丼は築地店でも人気メニューだった」と検証結果が出た。 |
| 6   | 2015年8月19日  | アダルトショップから出てきて取材受けてくれる人 マジで0人説                                                | ダウンタウンの大ファンと語るカップルが取材を顔出しで了承した。 |
| 7   | 2016年5月11日  | 新築で和式便所入れるヤツ マジで0人説                                                                      | 奈良県に存在した。また、あの説は今SPで再放送されている。 |
| 8   | 2016年7月20日  | 福神漬けに入ってるあのひょうたんみたいな形のやつ(なた豆)名前分かる人 マジで0人説                          | 福神漬けを製造している新進で調査した結果、流石に名前は知っているため検証結果まで伏せて検証。後日街頭インタビューを実施したところ、既にテレビで取り上げられていたのを理由に名前を知っている人がいた。 |
| 9   | 2016年10月26日 | 今 サングラスをケミストリー川畑式でかけてるヤツ マジで0人説                                               | 「着用はしているが定期的にそうしている訳ではない」一般男性が現れたため検証結果は「ドロー」という形で終わったが、2017年5月放送『100人以上のLINEグループに入っている人 携帯鳴りっぱなし説』にてロケ終了後にスタッフが町で偶然川畑式でサングラスをかけている一般男性を発見したため1年越しで説が不成立となり、「たむらの負け」という形で終わった。 |
| 10  | 2017年5月17日  | 柴犬の名前 洋風にするヤツ マジで0人説                                                                     | 芸能人が飼っている柴犬を対象に検証した結果、神奈月が洋名（コロン）を名付けていたため説立証ならず。 |
| 11  | 2018年5月28日  | 10から1へのカウントダウン 7を「しち」と言う人 マジで0人説                                                 | ある高齢女性が「しち」と言った。曰く「戦争を知っている世代は皆『しち』と言う」。 |
| 12  | 2020年11月11日 | たむけんの前髪クルンがいつもと逆でも気付くヤツ マジで0人説                                                | 普段は前髪が右向きにクルンとなっているのが、この回のみ左向きにクルンとなっていた。最終的にパネラーには気付かれなかったことでたむらは説立証を志願するも、松本には「鬱陶しい」と却下された。 |
| 13  | 2021年3月31日  | ビトタケシの似顔絵を見せて「誰の似顔絵?」一撃で「ビトタケシ」と答えられるヤツ マジで0人説                 | 一般人、共演経験のある芸人、ビトタケシ本人に似顔絵を見せた結果誰も一発で答えられなかったため、番組史上初めて説が立証された。だが、パネラーからは「面白くない」「ワクワクしなかった」と説のテーマ自体が不評であった。 |
| 14  | 2024年3月6日   | 大鶴肥満とすれ違った後『さっきどんな人とすれ違いましたか?』と聞かれて『ハゲてる人』と答える人 マジで0人説 | 提唱者は真空ジェシカ。新橋駅前で大鶴がターゲットとなる通行人の前を通過・声をかけ、後にスタッフが第一印象について質問し「ハゲてる人」と答える人が現れるまでは帰宅できない。開始から6時間30分で大鶴の印象を「ハゲてる人」と答えた人が現れた。 |

- 天龍源一郎以上のハスキーいない説
  - 極度のハスキーボイスで知られる天龍源一郎を題材にした説。
  - 「天龍を超えるハスキーボイスの持ち主はいないのか?」というキャッチコピーの下、全国から自薦・他薦問わずハスキーボイスの人を募集。実際に取材を行い、自分もしくは周りの人から「天龍を超えているか?」を判断してもらう。
  - ちなみに取材中、ロボットの音声のような「ロボハスキー」というジャンルも見つかったため、それらも並行して募集されている。
- 芸人の名前だけでいい感じの歌詞作れる説
  - 芸人の芸名あるいはグループ名のみで曲を作り、いい感じの歌詞になるのかを検証する説。第1弾はクマムシ、第2弾はこがけんが歌唱を担当した。
  - 歌詞の中で用いられる芸人の中には男同志・りあるキッズ・巨匠といった既に解散しているコンビや、ダウンタウンよりも先輩であるちゃらんぽらんなどが使われている。
- オファーがないだけで人知れず眠っている歌うまタレント存在する説
  - 番組側が条件に合うタレントを調査し、各自に十八番曲を熱唱してもらう。そして採点カラオケで全国平均を上回れば歌うまタレント認定となる。
  - タレントの熱唱中、歌詞に合わせてそのタレントに関する過去の悪意ある映像が挿入されることが多い他、「歌うまタレント」として登場するタレントが既に歌手としてデビューしている人物が出ることもあったり、タレントでない人物も登場する（山田勝己・遠藤光男・浜口初枝(浜口京子の実母)など）。
- 曲のサビでちょうど涙は難しい説
  - 出演者にカラオケを披露してもらい、各種曲の1番サビの部分で涙を流せるのかを検証する説。
  - 挑戦するタレントは悲しいことが直近で起こった人物が多く、歌唱中はそのタレントに関する悪意の込められた映像が流されることもある。
  - この説は過去4回行われ、現在の成功者は2人のみ。初の成功者はクロちゃん「Rainy Blue/德永英明」、2人目ははるな愛「さよならの向う側/山口百恵」。
  - 派生企画として『マツケンサンバを踊りながら泣くことなど出来ない説』があり、第2回まで行われキンタロー。が初めて成功した。
- 芸人が今までで“一番面白かった瞬間”は誰が見ても面白い説
  - 各種芸人が厳選した面白い瞬間は誰が見ても面白いのかという仮説の下、様々な芸人に聞き込み調査を実施。テレビでのエピソードであった場合、その放送素材を放映し検証する。後に派生として各種芸人の厳選した一番スベった瞬間は逆に面白いのかを検証する、『芸人が今までで“一番スベった瞬間”逆に面白い説』が放送された。また、これの類似企画として各芸人が厳選した芸人のコメントを調査する『芸人が今までで一番スゴいと思ったコメント調査』も放送。
- まだギリ（この世に）いる説
  - 幼少期に日本近代史で象徴的な人物や出来事に対峙したことのある人物が、現在も生存しているのではないかという仮説で近代史の専門家や高齢者施設による協力の下、主に100歳以上の高齢者を対象に聞き込み調査を行う。
  - これまでに3回検証が行われ、「徳川慶喜に会ったことがある人」「囚人の足に鉄球を着けたことがある元看守の日本人」「忠犬ハチ公を見たことがある人」から生きた証言の引き出しに成功している。
- 早朝シリーズ
  - 『天才・たけしの元気が出るテレビ!!』（日本テレビ）のオマージュ系説。
  - 「『早朝バズーカ』のように、まだ行われたことのない『早朝』をやれば面白くなるのではないか」というコンセプトの下、若手芸人を中心に検証する。
  - 第3弾ではリアル脱出ゲームとのコラボ企画となっており、演出などはプレゼンターのバカリズムが主演を務めていたドラマ『リアル脱出ゲームTV』準拠。本家『リア脱TV』のスタッフも制作に参加し、この企画のみナレーターも『リア脱TV』にてナレーションを務めた桐谷蝶々が担当した。
- SASUKEシリーズ
  - TBSを代表する特番『SASUKE』に関連した説。提唱者は庄司智春（品川庄司）。ミスターSASUKEこと山田勝己が多く出演。
  - 『説』によっては緑山スタジオ・シティに組まれる実際の『SASUKE』のセットを用いることも多く、本家の収録と併せて撮影・放送が行われる。

- 勝俣州和シリーズ
  - 勝俣州和を題材にした説で、勝俣をパネラーに迎えた上で行う。提唱者は矢作兼（おぎやはぎ）。
  - 前置きとして勝俣の「タレント性・人間性」を高く評価するプレゼンを行うが、『説』を提示するや否や小馬鹿にしまくるというパターン。
  - 『説』の提示自体が「オチ」にあたるため、次回予告や新聞のテレビ欄などでは『説』の名称を伏せられている他、VTRによる検証すらされない場合もある。『勝俣州和 ファン0人説』『勝俣州和の自伝が電車の網棚に置かれていても持って帰る人 0人説』など。
- 浜田雅功シリーズ
  - 「勝俣シリーズ」の派生版。当番組のMC・浜田雅功を題材にした説。提唱者は同じく矢作。
  - 内容的には上記の「勝俣シリーズ」とほとんど変わらないが、勝俣の「タレント性・人間性」と比較しながら浜田の「タレント性・人間性」を必要以上に褒め称える。
- モノマネシリーズ
  - 各種モノマネ芸人の才能を活かした説。
  - 当番組を放映しているTBSにはモノマネ番組がない[注 15]ため、前述の『まだ誰もやってないモノマネ王座決定戦』や『声を操るプロ 声優ならモノマネも上手いはず説』[注 16]などのモノマネ企画を放送している。
- ベン・ジョンソンシリーズ
  - 100m走の元世界記録保持者であるベン・ジョンソンの走力を活かし、ドラマでよく見られる走るシーンをプロで再現できるかを、黒人女性エキストラを交えたラブストーリー仕立てで検証する。
- アスリートが仕掛け人のドッキリ 大根すぎて逆に面白いんじゃないか説
  - 芸能界で活躍しつつもドラマやコントなどの演劇経験が少ない元アスリートが、ドッキリの仕掛け人を務めるとどうなるかを検証する。その内容は、「実はオネェ」「実はヤクザ」など舞台裏では別人のような性格が露わになるというテイだが、ターゲットは『説』の検証であることを予め把握しておりわざとドッキリを信じてしまっているフリをするため、仕掛け人のアスリートは大根芝居を自覚していない逆ドッキリとなっている他、オンエアまで逆ドッキリということは本人へ知らされないようになっている。第1弾で松野明美の並外れた大根が発覚し、第2弾では『松野明美を超える大根などいない説』として再検証。その後は「松野明美シリーズ」へと派生する。
    - 松野明美シリーズ
      - 元アスリート・松野明美を題材にした説。提唱者は菊地亜美。
      - 常軌を逸した天然ボケである松野の人間性を問う検証内容。その中には到底信じ難いエピソードも含まれており、視聴者やパネラー陣を驚愕させることもある。
- 自分の私物を他人が身に付けてても意外と気付かない説 
  - ターゲットとなる人物の私物を、他人が身に付けてても意外と気付かないのではないかという心理を題材にしたドッキリ系説。
  - 過去3回放送されており、その私物の類は本人着用の私服や靴、部屋より拝借した小物、愛車、愛犬、配偶者の料理、配偶者本人、実子、ターゲット本人の抜けた歯、相方の声など多岐に渡る。
- 人がいるシリーズ
  - 恐怖心を題材にしたドッキリ系説。提唱者は小峠英二（バイきんぐ）。
  - 「『思わぬ場所』に見知らぬ人が居た際、今までのドッキリで一番怖い」というコンセプトの下、心理的死角を突いた場所に仕掛け人（白畑真逸など）を配置していく。
  - 仕掛け人に気付いた瞬間反射的に大声・奇声を上げてしまうターゲットたちの反応が、小峠曰く「浜田さんが大のお気に入り」らしく浜田が顔をくしゃくしゃにして声高らかに笑う表情が挿入される機会が多い。アントニー（マテンロウ）は、第1回目の検証にて自宅ロケがNGになるほど自宅でのドッキリにて騒ぎすぎたため頻繁に同シリーズ検証の標的にされており、「ミスター人がいる」と称されている[注 17]。
    - 芸人なら部屋に隠れてるドッキリの仕掛け人を笑わせることも可能説
      - 上記の派生版。挑戦者は事前に企画を把握しており、一時外出中にエキストラを自宅に投入。「人がいるシリーズ」の仕掛け人というテイで芸人の自宅に隠れたエキストラ3-5名全員を、自宅内でのミニコントやギャグなどを演じて笑わせられるかを競う『ザ・イエモネア』に挑戦する。挑戦中、自宅へ家族や知人を招き入れたり通話・リモート会議を行うのは容認されているが、プライベート空間であるが故に全裸となれば即失格にされる。エキストラには企画を偽っているため挑戦終了後には「人がいるシリーズ」同様にエキストラと対面しなければならないが、前述の通り挑戦者は自宅に人が隠れていることを了承済みのため、白々しいリアクションになるのがお約束となっている。
- 説教シリーズ
  - 芸能界をはじめとする、先輩・後輩を対象に行うドッキリ系説。
  - 「説教の直後、明るい・楽しい言動はできないであろう」というコンセプトの下で説教をする先輩が仕掛け人、説教を受ける後輩がターゲットという構図を設定する。まずは通常通りカラオケや食事を楽しみ途中でターゲットに厳しい説教を行い、その直後に明るい・楽しい行動ができるかを検証する。ネタバラシ後はターゲットが号泣することも多く、松本からも「物議を醸し出す説」と称されている。
    - 説教中に曲の歌詞 自然に盛り込むこと可能説
      - 説教を行う先輩芸人が、説教中にJ-POPの歌詞をどれだけ盛り込めるかを対決式で検証する。課題曲はとんぼ/長渕剛、世界に一つだけの花/SMAP、終わりなき旅/Mr.Childrenなどポジティブで聞き手を鼓舞させ士気を高められるような楽曲数曲で、過去の回で使用された曲の再使用は禁止されている。歌詞のフレーズごとに1-10ポイントずつ得点が振り分けられ、盛り込むのが困難と思われるフレーズほど高得点とされている。説教を受けた後輩が指摘した時点で失格となり、それまでの獲得した得点数で競うも一部の歌詞を間違えた場合は減点対象となる。

    - 説教の達人
      - 説教を行う先輩芸人が、説教中に特定の単語（ジャンルはスポーツや妖怪などで統一されている）をどれだけ盛り込めるかを検証する（その際、画面には太鼓の達人風の表記が流れる）。お題となる語句は後輩の背後に設置された電光掲示板から流れてくる。流れてくる単語は10種類で、後半になるほど盛り込むのが困難になる。単語を読み間違えたり文脈が不自然だった場合はミス扱いとなる。
- 不可避説
  - 思わぬ状況でスタッフなどに扮したアスリートからプロレス技・関節技をかけられるドッキリ系説。
  - 芸人たちの危機管理能力が試される内容となっており、中には到底不可避なものも存在する[注 18]。春日俊彰（オードリー）は不可避シリーズのほとんどに出演しており「ミスター不可避」と称されている。
- ロケ中にタレントを撒くことなど容易説
  - 偽ロケの最中にクルーを含めたスタッフ全員が、ターゲットとなるタレントを撒くことは可能なのかを検証するドッキリ系説。第1弾の提唱者は和牛、第2〜3弾は高橋。
- 挨拶シリーズ
  - 芸能界の挨拶に関する説。『「お疲れさまでした」「お」と「した」さえ合っていれば間は何でもいける説』として「お」と「した」だけ合った言葉（例:「お蔵入りした」「大塚愛でした」「オモロー山下」「大きな玉ねぎの下」「オオカミに育てられました」）をターゲットに対して挨拶し、レベル1から5の言葉で検証する。ターゲットから何もツッコまれなければ説立証。挑戦するのは春日で、庄司や藤本敏史（FUJIWARA）などが主なターゲットとなる。これまでに「ありがとうございました」「よろしくお願いします」でも検証されている。
  - 2019年3月6日放送分では春日をターゲットとした逆挨拶ドッキリとして再検証され、番組スタッフやタクシーの運転手などあらゆる場所でターゲットが春日に逆挨拶をする（例:「ありがとうございました」→「アパー飽きました」、「どちらまで」→「ドッキリなんで」、「いらっしゃいませ」→「いい加減引っ越せ」など）。 VTRの後半では松本も逆挨拶ドッキリに参戦し、「よろしくお願いします」を「俺の方がいいマッスル」と言い換えた。
  - 2022年5月18日放送分の『全部"逆ドッキリ"にしてみましたSP』では、春日が『「おはようございます」「お」と「す」さえ合っていれば間は何でもいける説』として楽屋にいた木村祐一からツッコまれないよう「お風呂入ります」と挨拶したが、木村はお風呂に関する話題を春日へ聞き返すという逆ドッキリが仕掛けられた。

| No. | 放送日        | 説タイトル                                                                 | 結果                                                                  |
| --- | ------------- | -------------------------------------------------------------------------- | --------------------------------------------------------------------- |
| １  | 2017年5月18日 | 「お疲れさまでした」「お」と「した」さえ合っていれば間はなんでもいける説   | レベル5「オオカミに育てられました」を藤本へ挑戦したがあっさりバレた。 |
| ２  | 2018年4月26日 | 「ありがとうございました」「あ」と「た」さえ合っていれば間は何でもいける説 | 全てクリアし、藤本にリベンジするも失敗した。                          |
| ３  | 2018年10月4日 | 「よろしくお願いします」「よ」と「す」さえ合っていれば間は何でもいける説   | ダウンタウンは庄司なみのザル。                                        |

- 女子中高生人気芸人ランキング NON STYLEさすがにランク外説
  - 女子中高生から人気のある芸人のランキングを調査する説。提唱者は徳井健太（平成ノブシコブシ）。題材に必ずNON STYLEがランクインしている訳がないという旨を徳井が説明した上で調査が行われる。第5回では男子中高生にも調査対象を広げた。
  - 女子中高生の人気芸人ランキング

| 順位 | 第1回(2014年12月3日)         | 第1回(2014年12月3日) | 第2回(2017年7月26日)         | 第2回(2017年7月26日) | 第3回(2019年6月26日)   | 第3回(2019年6月26日) | 第4回(2021年1月20日)   | 第4回(2021年1月20日) | 第5回(2022年1月26日)   | 第5回(2022年1月26日) | 第6回(2025年8月20日)   | 第6回(2025年8月20日) |  |
|      | 名前                         | 票数                 | 名前                         | 票数                 | 名前                   | 票数                 | 名前                   | 票数                 | 名前                   | 票数                 | 名前                   | 票数                 |  |
| ---- | ---------------------------- | -------------------- | ---------------------------- | -------------------- | ---------------------- | -------------------- | ---------------------- | -------------------- | ---------------------- | -------------------- | ---------------------- | -------------------- |  |
| 1    | NON STYLE                    | 45                   | みやぞん                     | 41                   | サンドウィッチマン     | 76                   | 千鳥                   | 69                   | 千鳥                   | 60                   | チョコレートプラネット | 103                  |  |
| 2    | 日本エレキテル連合           | 39                   | NON STYLE                    | 35                   | NON STYLE              | 73                   | 四千頭身               | 63                   | サンドウィッチマン     | 49                   | ジャルジャル           | 81                   |  |
| 3    | 山崎弘也（アンタッチャブル） | 26                   | ブルゾンちえみ               | 34                   | 千鳥                   | 61                   | サンドウィッチマン     | 61                   | チョコレートプラネット | 45                   | サンドウィッチマン     | 58                   |  |
| 4    | パンサー                     | 22                   | ダウンタウン                 | 18                   | 陣内智則               | 30                   | EXIT                   | 47                   | NON STYLE              | 42                   | レインボー             | 52                   |  |
| 5    | どぶろっく                   | 21                   | 千鳥                         | 16                   | アンジャッシュ         | 27                   | NON STYLE              | 44                   | かまいたち             | 28                   | NON STYLE              | 47                   |  |
| 6    | 流れ星☆                      | 20                   | 陣内智則                     | 12                   | 出川哲朗               | 26                   | チョコレートプラネット | 40                   | ダウンタウン           | 26                   | 霜降り明星             | 41                   |  |
| 7    | 有吉弘行                     | 14                   | 山崎弘也（アンタッチャブル） | 11                   | みやぞん               | 22                   | ダウンタウン           | 37                   | EXIT                   | 23                   | ガンバレルーヤ         | 35                   |  |
| 8    | タカアンドトシ               | 12                   | 横澤夏子                     | 10                   | 霜降り明星             | 21                   | ぺこぱ                 | 34                   | 四千頭身               | 22                   | かまいたち             | 34                   |  |
| 9    | ダウンタウン                 | 11                   | 出川哲朗                     | 8                    | ダウンタウン           | 19                   | 霜降り明星             | 28                   | ぺこぱ                 | 20                   | 千鳥                   | 33                   |  |
| 10   | 陣内智則                     | 10                   | フースーヤ                   | 7                    | チョコレートプラネット | 18                   | 陣内智則               | 23                   | 陣内智則               | 15                   | 狩野英孝               | 29                   |  |
| 11   | （発表なし）                 | （発表なし）         | （発表なし）                 | （発表なし）         | ミキ                   | 17                   | （発表なし）           | （発表なし）         | （発表なし）           | （発表なし）         | バナナマン             | 22                   |  |
| 12   | （発表なし）                 | （発表なし）         | （発表なし）                 | （発表なし）         | ガンバレルーヤ         | 16                   | （発表なし）           | （発表なし）         | （発表なし）           | （発表なし）         | 錦鯉                   | 20                   |  |
| 13   | （発表なし）                 | （発表なし）         | （発表なし）                 | （発表なし）         | 和牛                   | 12                   | （発表なし）           | （発表なし）         | （発表なし）           | （発表なし）         | ダウンタウン           | 19                   |  |
| 14   | （発表なし）                 | （発表なし）         | （発表なし）                 | （発表なし）         | くりぃむしちゅー       | 11                   | （発表なし）           | （発表なし）         | （発表なし）           | （発表なし）         | ジェラードン           | 18                   |  |
| 15   | （発表なし）                 | （発表なし）         | （発表なし）                 | （発表なし）         | ジャルジャル           | 10                   | （発表なし）           | （発表なし）         | （発表なし）           | （発表なし）         | ダイアン               | 16                   |  |
| 16   | （発表なし）                 | （発表なし）         | （発表なし）                 | （発表なし）         | バナナマン             | 9                    | （発表なし）           | （発表なし）         | （発表なし）           | （発表なし）         | 令和ロマン             | 15                   |  |
| 17   | （発表なし）                 | （発表なし）         | （発表なし）                 | （発表なし）         | EXIT                   | 9                    | （発表なし）           | （発表なし）         | （発表なし）           | （発表なし）         | ヤジマリー。           | 11                   |  |
| 18   | （発表なし）                 | （発表なし）         | （発表なし）                 | （発表なし）         | 流れ星☆                | 8                    | （発表なし）           | （発表なし）         | （発表なし）           | （発表なし）         | 陣内智則               | 10                   |  |
| 19   | （発表なし）                 | （発表なし）         | （発表なし）                 | （発表なし）         | 四千頭身               | 7                    | （発表なし）           | （発表なし）         | （発表なし）           | （発表なし）         | クロちゃん             | 10                   |  |
| 20   | （発表なし）                 | （発表なし）         | （発表なし）                 | （発表なし）         | ジャングルポケット     | 6                    | （発表なし）           | （発表なし）         | （発表なし）           | （発表なし）         | ロバート               | 10                   |  |

- 男子中高生の人気芸人ランキング

| 第5回(2022年1月26日) | 第5回(2022年1月26日) | 第5回(2022年1月26日) |
| 順位                 | 名前                 | 票数                 |
| -------------------- | -------------------- | -------------------- |
| 1                    | サンドウィッチマン   | 88                   |
| 2                    | 千鳥                 | 45                   |
| 3                    | 霜降り明星           | 39                   |
| 4                    | ダウンタウン         | 37                   |
| 5                    | かまいたち           | 33                   |
| 6                    | NON STYLE            | 30                   |
| 7                    | 出川哲朗             | 25                   |
| 8                    | ジャルジャル         | 24                   |
| 9                    | オードリー           | 17                   |
| 10                   | バナナマン           | 16                   |

- コンビ芸人知名度格差ランキング
  - じゃない方芸人に関する説。
  - 検証時に活躍中の若手芸人で、主にテレビなどでピンでの活動が目立つコンビをピックアップ。ピックアップされた芸人の知名度を300 - 500人の一般人を対象に知名度調査を実施する。知名度調査においては、じゃない方芸人本人もスタッフに紛れて調査へ出ている。
  - 「コンビで知名度の高い側の人物の知名度」÷「知名度の低い側の人物の知名度」の計算式でコンビ内格差を算出し、その格差が大きいお笑いコンビトップ10を紹介する[注 25]。
  - 2015・2016年の検証ではマテンロウ、2023年の調査ではラパルフェがスタジオに登場[注 26]。コンビ内格差エピソードをプレゼンした上で1位であると仮説立てしている。
  - 2015年の検証時に大野大介（マテンロウ）を取り上げて以降、本番組においては「Mr.じゃない方芸人」という肩書きで『○○ 10秒に1粒なら永遠に食える説』などの説で2018年まで頻繁に出演していた。2016年の検証時には大野の極端な知名度の低さを受け、松本の提案で芸名を「大トニー」へ改名した[38]。
- ミスター押忍シリーズ
  - 『ミスター押忍』こと拓殖大学空手部OBで、公私ともに「押忍」を連呼する和田和三を題材にした説。
  - ミスター押忍は静岡県田方郡に在住する空手家で、亡くなった親友の田畑祐吉（1941-2003、元・日本空手協会理事、九州地区本部長）の帯を締め、毎日空手の稽古に勤しんでいる。田畑とは100回くらい勝負して一度も勝てなかったという。中達也の先輩にあたる。
  - その名の通り、「押忍」というフレーズにまつわる検証。また、過去に派生としてミスター押忍がシニアの空手大会に出場することから「ミスター押忍の押忍!空手道」という企画が放送された。このシリーズは過去に4度放送されているが第1回は痛風を発症、第2回はエントリーのし忘れで空手大会には出場できず終わっている。第3回は無事出場を果たし、2回戦で敗退。3年ぶりの放送となる第4回では新設された75歳以上の部に出場、優勝こそ逃したが3位に入賞し銅メダルを獲得した。その際に、段位は初段であることが判明。
  - 『「墓場まで持っていく話」後期高齢者に頼み込んだら教えてもらえるんじゃないか説』において、約50年ほど前にスウェーデンからエッチな本を仕入れトランプにして販売したことで懲役1年・執行猶予2年の有罪判決となったのを明かし、前科一犯であることが判明した[39]。
- あかつシリーズ
  - あかつが担当するロケ系説。
  - 「国道1号線をミッション達成まで歩く」説と「番組が指定した条件に従いつつ目的地まで到着する」説に分けられる。
  - 時には複数の都県にも及ぶ長距離を数日間かけ徒歩移動しながら、番組側から与えられたミッションの達成を目指す企画。テーマの性質上、ロケには同番組で屈指の長期間を要する[注 27]。肉体的・精神的に過酷なものが大半を占める。
  - このシリーズではあかつが『説』の過酷さや出会った一般人に対して悪態をつくシーン、カメラを前に平然と喫煙するシーンが多用される。

|       | 説タイトル                                                                                                  | 具体的な内容 | 結果                                      | 備考 |
| ----- | --- | --- | ----------------------------------------- | --- |
| 第1弾 | 国道1号線に落ちてる服を拾いながら歩いたら名古屋くらいで全身揃う説                                           | 地面に投棄された服を探しながら国道1号線を歩き続け、上着・ズボン・靴・帽子を全て見つけ出せば説立証。発見された服はあかつが着用しつつ歩く。 | 静岡県函南町で説立証。                    | |
| 第2弾 | 国道1号線に落ちてるポイ捨てタバコのフィルターを拾いながら歩いたら名古屋くらいでそばがら的なマクラ完成する説 | ポイ捨てタバコを拾い、中身のフィルターだけを抜き取り枕カバーに詰め込んで枕を完成させられれば説立証。                                      | 静岡県浜松市で1万本目を集め枕が完成。     | 感触は申し分なかったものの、タバコの悪臭が強烈で眠れる代物ではなかった。また小田原市では、あかつに声をかけた運転中の一般人が車の中から堂々と火のついたタバコのポイ捨てを働き、逃走。この様子にスタジオは騒然とし、SNS上でもこの一般人に対して批判の声が殺到した。 |
| 第3弾 | この夏 セミの抜け殻を集めながら国道1号線沿いを歩いたら名古屋くらいで“セミダブルベッド“完成する説            | セミの抜け殻を集め、ベッドカバーに詰め込むことでベッドが完成すれば説立証。                                                                | 静岡県沼津市で2万匹目を集めベッドが完成。 | 十分横になれるベッドは完成するも、あかつが仰向けとなった際に体重で抜け殻が潰れてグチャグチャになってしまい、「（寝られるのは）1回限りっすね」と感想を漏らした。また標高が高い所に位置し、気温が低く生息環境が合わない箱根ではわずか6匹しか見つからなかった。      |

|       | 説タイトル                                                                                               | 具体的な内容 | 結果           | 備考 |
| ----- | --- | --- | -------------- | --- |
| 第1弾 | 花見のゴミを集めて桜前線と共に北上すればそのゴミで作った舟で津軽海峡渡れる説                             | 東京都をスタート地点とし、桜前線の動向に合わせて関東地方・東北地方各地の花見会場に出向き一般客の出すゴミを回収する。ゴミを材料に自作した船を漕いで津軽海峡を渡り、北海道松前町の花見会場に到着できれば説立証。                                                                              | 説立証ならず。 | 船は完成（「桜前船」とあかつが命名）したが、出発後数km地点でカメラのバッテリー交換のため一時停船したところ、スタッフの乗るサポート船とサポート船の間に挟まれ船体が破損。応急処置を取るも船は前進できなくなってしまった。 |
| 第2弾 | 大人が本気出せば影だけ踏んで帰れる説                                                                     | 東京都内で検証。スタート地点からあかつの自宅まで、影だけを踏んで帰宅できれば説立証。 | 説立証ならず。 | 検証初日は夕方になっても自宅に到着できなかったため翌日に持ち越されたが、朝から雨が降り続行不可能となってしまった。 |
| 第3弾 | 大人が本気出せば雪だけ踏んで本州最北端から東京まで戻ってこれる説                                         | 青森県青森市をスタート地点とし、雪だけを踏んで東京まで歩いて到着できれば説立証。 | 説立証ならず。 | 「雪があれば車移動OK」「雪を撒いてその上を歩いてもOK」「横の歩道にさえ雪があれば車移動OK」と複数回のルール変更を重ねるも、栃木県で雪が完全消滅。さらに気象予報士・森田正光が「今シーズンはもう降雪はない」と判断したため頓挫。 |
| 第4弾 | お台場に一戸建て存在しない説                                                                             | みんなの説SPにて放送。朝6時からお台場をひたすら歩き、一戸建てが見つからなければ説立証。 | 説立証。       | 8時間もの捜索中に声をかけたお台場のマンション在住の女性から、「お台場は都のものなので一戸建てを建てることはできない」と断言されてしまった。 |
| 第5弾 | 花見のごみを集めて桜前線と共に北上すれば日本本土最北端へ着く頃にはそのリサイクル額で新たな桜植樹できる説 | 特番『一緒にやろう SDGsの日』にて放送。あかつ在住の福島県をスタート地点とし、桜前線の動向に合わせて東北地方・北海道各地の花見会場に出向き一般客の出すゴミを回収する。回収したゴミはリサイクル業者に換金してもらい、桜の苗木（4000円）をリサイクルして得たお金で購入して植樹できれば説立証。 | 説立証。       | 移動に用いる電気自動車は番組が用意した。花見の客にネタを披露して貰ったおひねりは植樹代にはならず、あかつの臨時収入となった。 |
| 第6弾 | 不要となったコロナ対策のアクリル板を回収しながら北上すればそのアクリルで作った船で津軽海峡渡れる説       | 東京都をスタート地点とし、飲食店や公共施設等で使用された新型コロナウイルス感染予防のアクリル板の不要になったものを回収しながら北上。アクリル板を材料に船を作り、その船を漕いで青森県小泊から北海道白神岬まで渡り切れたら説立証。                                                            | 説立証ならず。 | 耐久性と機能性では申し分ない船が完成し、福島県で出会った助っ人3人（ぺんぎんナッツと一般の男子大生）とあかつの計4人で挑戦。出発から15km地点（ゴールまで残り半分の距離）までは順調だったものの、津軽暖流に流され船が徐々に東へ移動し、コースから大きく外れてしまった。さらに波と風の強さから船体が大きく揺れはじめ、「安全に漕ぐこと自体が難しい状況」とスタッフが判断しチャレンジは打ち切られた。 |

- 数珠つなぎシリーズ
  - 六次の隔たりを題材とした説。提唱者は児嶋一哉（アンジャッシュ）。
  - 毎回異なる『説』でインタビューを行い、その対象者の知人の中で最も『説』に沿っている人物へ繋いでもらうのを複数回繰り返し、最終的には本当に『説』通りの相手へと繋がるかを検証する。
    - ジョジョの鉄塔システム生活 →身代わり数珠つなぎカラオケ
      - 上記の派生版。提唱者はケンドーコバヤシ。『数珠つなぎ企画で一番過酷なのジョジョの鉄塔システム説』として開始。
      - 『ジョジョの奇妙な冒険』第4部に登場する「鉄塔システム」をモチーフにした内容。まず1人目のターゲットを拉致し、人気のない場所にある特設ルーム（外観はスケルトンハウスに近い）へと監禁する。そしてターゲット自身が携帯電話（1時間につき15分[注 28]）を使って「身代わり」（身代わりにできるのは、TVスター名鑑に記載されている人物に限る）を呼び出し特設ルーム内へと導く。その瞬間に最初のターゲットは解放され、次のターゲットは「新たな身代わり」を探していくというシステム。第1弾では数珠つなぎが続くたびに知名度・人気度が下がっていく傾向にある[注 29]。また最後のターゲットとなった溜口佑太朗（ラブレターズ）は、8時間半という長期監禁に遭った。
      - 本来ならば第2弾が放送される予定だったが後述の通報騒動・警察沙汰により、この『説』は消滅。『脱出できない生活』における拉致シーン撮影のブラッシュアップ[注 30]を経て、2023年1月11日放送より『身代わり数珠つなぎカラオケ』として再始動[41]。

- 24時間生活シリーズ
  - 芸人たちの体力・適応力が問われる説。
  - 「普通に考えれば『まともに生活できない』状況下であっても、芸人ならば生活できる」という内容。スケジュールに余裕のある芸人を対象に行い[注 31]、最も長く生活を維持できた優勝者にのみ1時間=1万円分の賞金が贈与される。なお生活中は各々が持ってきた暇つぶしアイテムを使えるほか食事も可能であり、トイレは1人合計10分まで使用可能[注 32]。
  - 2022年5月11日放送分の『風船バレー 大人がマジでやったらなかなか決着つかない説』ではこれまでのように勝ち残り耐久レースでなく、風船を落とさせた芸人が勝ち抜けで帰宅できる負け残り耐久レースとなった。

|       | 状況       | 参加メンバー                                                                         | 優勝者・敗者               | 耐久時間                            |
| ----- | ---------- | ------------------------------------------------------------------------------------ | -------------------------- | ----------------------------------- |
| 第1弾 | 平均台     | あかつ アントニー（マテンロウ） オラキオ 庄司智春（品川庄司） 牧野ステテコ           | オラキオ                   | 17時間12分                          |
| 第2弾 | 自転車     | オラキオ ザブングル加藤 庄司智春（品川庄司） 団長安田（安田大サーカス） 牧野ステテコ | 団長安田（安田大サーカス） | 24時間（『説』立証） 走行距離:159km |
| 第3弾 | 風船バレー | 岡野陽一 春日俊彰（オードリー） 庄司智春（品川庄司） チャンス大城 みなみかわ         | チャンス大城               | 24時間                              |

- シークレット説
  - 番組の視聴者やパネラーに仕掛けられた体験型ドッキリ系説。
  - 番組内に一貫した仕掛けを施されており、番組の最後に説の提唱を通じてネタバラシをするパターンと、憶測を呼ぶ内容の次回予告・CMを放映したのち本放送でプレゼンターが、その予告の意図を説明しネタバラシをされるパターンの2種類に分かれる。プレゼンターを除き[注 34]、誰1人として企画内容を知らされていない。この説が2時間スペシャルで行われる場合、OPにヒントが盛り込まれている。
  - 2020年3月25日放送（通常回）では、『「この番組は○月○日に収録したものです」のテロップを冒頭に出して浜田をひたすらカットしてOAしたら何かあったと思う説』を放送。浜田の出演シーンが放送日当日の番宣CMも含め全面的にカットされた（番組終盤にて音声のみでの出演が解禁）。この回のみ、松本もシークレット説の内容を知っていた[注 35][42][43]。
  - 2023年9月6日の放送の予告編では、ダウンタウンの2人がスタジオで泣いている映像だけが流された。本編の終盤で『番宣CMでダウンタウンがガッツリ泣いていたら流石に視聴率爆上がり説』がプレゼンされ、その場でダウンタウンに偽の涙を仕込んで撮影した。当日の視聴率は6.9%（ビデオリサーチ関東地区）で、前週までの平均をわずかに上回ったものの爆上げというほどではなかった。
  - 2024年8月21日の放送では『『水曜日のダウンタウン』終了デマ拡散王決定戦』と称した社会実験を提唱。ゴシップ好きかつ口が軽いと評判の芸人(森田哲矢（さらば青春の光）・関町知弘（ライス）・岡野)に仕掛け人から『水曜日のダウンタウンが一般出演者とのトラブルで打ち切りになる』旨の噂を吹聴させ、3人を親としてねずみ講式に噂が拡散される経路を検証した[44]。それに先駆けた、2024年8月14日放送のエンディング及び15日 - 21日までの番宣スポットでは、小籔が本番組の終了を示唆するプレゼンを予告編として放送[45]される、視聴者体験型のドッキリ[46]の体制をとられていた。

- ○○ 10秒に1粒なら永遠に食える説
  - 「Mr.じゃない方芸人」こと大トニーが担当する説。『みんなの説スペシャル』でのみ放送される。提唱者は小籔。
  - 番組側が用意した特設ルームにて10秒ごとに食べ物が流れる専用マシンの前に座り、永遠に食べ続けられるかを検証する（目標は24時間とする場合が多い）[注 36]。途中でトイレに退席することも可能だが食べ物はマシンから流れ続ける。特設ルーム内には水を用意してある。
  - 検証中はパネラー陣から苦言を呈されるシーンが見受けられ（例えとして箸の持ち方など）、また2時間ほどで味覚に劇的な変化が訪れることが多い[注 37]他、チャレンジに失敗した際には体調を崩した大トニーを「嘔吐ニー」と表記することが恒例となっている。

|       | 食べ物                | 食べ続けた時間 | 食べた個数 | 失敗要因           |
| ----- | --------------------- | -------------- | ---------- | ------------------ |
| 第1弾 | 豆                    | 2時間          | 888        | パサパサ感、満腹感 |
| 第2弾 | イクラ                | 5時間10分      | 1860       | 生臭さ             |
| 第3弾 | ブドウ （デラウェア） | 4時間30分      | 1503       | 酸味               |
| 第4弾 | トウモロコシ          | 7時間10分      | 2580       | 喉のつかえ         |
| 第5弾 | 米                    | 11時間7分      | 4002       | 眠気               |

- 布袋寅泰シリーズ
  - 布袋寅泰の愛用するギターや、布袋という名字を題材とした説。全てみんなの説SPで放送。2020年5月20日放送回では、この『説』を全てまとめた『布袋の説 かき集めたらそろそろ1時間埋まるんじゃないか説』が検証されるも開始10分で説が底をついたため説立証ならず終了[注 40]。なお、布袋自身は一度も当番組へ出演していないものの、松本曰く「水ダウに対してあんまりいい印象は持っていない」ことが明かされている[47]。

| No. | 放送日         | 説タイトル | 備考 |
| --- | -------------- | --- | --- |
| 1   | 2014年12月10日 | 布袋のギターを遠目から撮影するとQRコードと認識されどこかのサイトに飛ぶんじゃないか説                                                        | しあわせあかつ計画の第22問目に出題された。 |
| 2   | 2016年4月27日  | 布袋のギター あみだくじも出来る説 | シリーズ初の説立証。 |
| 3   | 2016年11月16日 | 「布袋」布袋の曲が流れている状態で「何と読みますか?」と聞いたらさすがに「ぬのぶくろ」とは読まない説                                         | しあわせあかつ計画の第69問目に「布袋」の部分を「この漢字」と読まなければならないひっかけ問題として出題・再放送された。 |
| 4   | 2017年5月17日  | 10回クイズ 氷室と10回言ったあと「布製」という文字を見たら思わず「布袋」と読んじゃう説                                                       | 前回の失敗を踏まえ、フリップを布袋のギター柄にして検証を行うも読まれなかった。 |
| 5   | 2017年11月8日  | 布袋のギター 小さいビルや車を配置したら良い感じの街になる説                                                                                 | 説タイトル発表の前にジオラマの映像が流れ、逆再生でギターに戻る編集が施された。 |
| 6   | 2018年5月23日  | アリに布袋の曲聴かせ続けて飼育したら巣穴が布袋のギター柄になる説                                                                            | アシナガアリ30匹に布袋の曲を聴かせて2週間後に観察キットを確認したが、巣そのものを全然作らなかった。 |
| 7   | 2018年11月28日 | 歌詞にBABYが最も出てくる曲 布袋のスリル説                                                                                                   | 91回で説通りの1位となり、2位のBE MY BABY/COMPLEX(70回)とワンツーでランクイン。「布袋BABY連呼王」と評された。 |
| 8   | 2019年5月29日  | 布袋さんのあだ名 100%あの布袋関連説 | 1発目に電話取材を行なった男性の布袋さんのあだ名はポテトだった。 |
| 9   | 2019年10月30日 | ToshIのように「i→I」表記に親しんでるXファンなら「Hotel」も「ホテイ」と読む可能性も僅かながらある説                                          | 戸惑うだけで普通に「ホテル」と読んだ。 |
| 10  | 2020年11月11日 | 高身長のおばあちゃんが布袋柄の風呂敷背負ってたら布袋の祖母かと思う説                                                                        | 説タイトル発表の前に、風呂敷を背負って歩く高身長のおばあちゃんの映像が流れた。 |
| 11  | 2021年3月31日  | 布袋柄の服を着た子供が迷子になっていたら「布袋柄の服をお召しになった…」と的確にアナウンスしてくれる説                                       | 「白と黒の豹柄のジャージを着ているお子様」とアナウンスされた。 |
| 12  | 2021年12月1日  | シールを貼って街の意見を聞くスタイル投票 抱かれたいミュージシャンが布袋99票 福山0票の状態で聞かれたら流されて布袋に貼っちゃう可能性もある説 | 最初は「ありえない」と福山にシールを貼る女性が多数現れるも、貼る勇気がなかったとして布袋の方にシールを貼る女性もいた（松本曰く「本当に悪い」）。また、長い説タイトルランキングで1位となった(75文字)。                                                             |
| 13  | 2022年5月4日   | 「布袋モデル」と言われたらどんなにデカいギターでも信じちゃう説                                                                              | 尾形貴弘（パンサー）とロッシー（野性爆弾）をターゲットとしてニセのロケを行い、ギターショップで大きいサイズのギターを用意し検証した。その結果尾形は気付かなかったが、ロッシーには一般的なギターの3倍の大きさによるギターを用意したためか流石に気付かれてしまった。 |
| 14  | 2022年11月2日  | 「へのへのもへじ」の要領で布袋の顔も「ほていともやす」で描くこと可能説                                                                      | ペレ草田が布袋のスリルに乗せて絵描き歌を歌い、「ほていともやす」を2回書いて完成。松本曰く「誰でも出来る」。 |
| 15  | 2023年5月3日   | 「寅泰」という人の親、布袋ファン以外あり得ない説                                                                                            | 全国の寅泰さん10人にインタビューを実施した結果、全員名前の由来が布袋寅泰であった。年配の人はそもそも発見できなかったため、「布袋寅泰の前に寅泰なし」と検証結果が出た。                                                                                            |
| 16  | 2023年11月1日  | 山に布袋柄の巨大足跡があったら野生の布袋が出たかと思う説                                                                                    | 尾形をターゲットに群馬県（布袋の出身地）の山間にてロケを実施した。 |
| 17  | 2024年5月8日   | 布袋柄の土器が出土したら『布袋時代』という時代区分があった可能性もわずかながら感じちゃう説                                                  | ↑同様、尾形をターゲットに群馬県の山間にてロケを実施した。 |
| 18  | 2024年10月30日 | 「ホテイのやきとり」の缶詰を積み上げられる限界、もしかしたら布袋の身長187cmまでなんじゃないか説                                             | 記録は87個（2m6cm）。 |
| 19  | 2025年4月9日   | エアロビに布袋ステップ紛れ込ませても違和感ない説                                                                                            | 説タイトル発表の前に、ダンス教室にて一般的なエアロビが行われる様子が映された。 |

- フードファイトシリーズ
  - 大食いを題材にした説。提唱者は大吉。
  - 検証の際、「フードファイターチーム」対「芸人チーム」という対戦形式で進行する。
  - 芸人は比較的大食いの芸人が出演。フードファイターは主にジャイアント白田・ロシアン佐藤・アンジェラ佐藤・菅原初代（2023年3月9日逝去、同年3月22日放送のEDにて追悼VTRが流された[48]）が出演。また白田は面長な部分を演出で誇張される他、既に現役ではないため他のフードファイターと比べて食べる量が大きく減っている上、食事よりも喫煙する場面が多いことにパネラーから苦言を呈されている。
- 芸人の力量シリーズ
  - 芸人としての手腕が問われる説。提唱者は小峠。
  - リポート中に起こったアクシデントに対し、芸人たちがどう立ち回るかという内容。中でも尾形は毎回のように慌てふためき、その芸人らしからぬ姿にパネラー陣から非難の声が相次いでいる。
  - そんな尾形に対して、第1回の『中継先に現れたヤバめ素人のさばき方で芸人の力量丸分かり説』での吉村崇（平成ノブシコブシ）の立ち回りはパネラー陣や視聴者から賞賛を浴びた[49]。
- 色ナシ臭いアリ空気砲シリーズ
  - でんじろうの実験でおなじみの空気砲に、無色で強烈な悪臭を付けたものを使ったドッキリ系説。
  - 臭いの元は編集上でモザイク処理を施され明らかにはなっていないが、その臭さはほとんどの食らった者が吐き気を催すあるいはえずいてしまうほど。
- 地獄説
  - 白けた空気になってしまう状態を「地獄」と定義し、宴会芸やイレギュラーな事態に陥った芸人の営業をピックアップするドッキリ系説。
  - 仮説通り白けた空気となった場合は「地獄」と大きくテロップが表示されるが、ターゲットがその場で機転を利かせ場の盛り上げに成功した場合、「良くも悪くもいつも通り」と紹介される。
    - 下層YouTuber 地獄説
      - 一般人でもネット上で有名になれるYouTuberの中で、全く日の目を見ないYouTuberをピックアップする説。第1弾の提唱者は鈴木拓（ドランクドラゴン）、第2弾はチョコレートプラネット。
      - 第1弾で取り上げられたBUNZINは、これを機として『そんなバカなマン』の出演が決まる、演出が同じである『オールスター後夜祭』の問題の選択肢（次のうち、が〜まるちょばはどれ? 1.HIRO-PON、2.ケロマツ、3.ギュウゾウ(電撃ネットワーク)、4.モヒカン太郎(BUNZIN)）に登場する、チャンネル登録者が大幅に増えるなど当番組の恩恵を受けた。同様に第1弾でHIKAKINのまねをするYouTuberとして紹介されたデカキンは放送後の2019年にHIKAKINと初対面してUUUMへ移籍、2023年での「数珠つなぎシリーズ」では「HIKAKINの連絡先を知るYouTuber」として本番組へ再出演を果たした[50]。

|       | 紹介されたYouTuber |
| ----- | --- |
| 第1弾 | フクモン BUNZIN デカキン アメリカンさいず 波田陽区                                                                                                   |
| 第2弾 | オニオンマーベラス アニー【29歳の挑戦】 きてます亀仙人 全力OLはるか 全力ヒロシ 宮っくす宮べぇ じじこやん 岩田ゆうた ヤマザキミツヒロマニアチャンネル |

- ○○タレント ヤリにいってる説
  - 知名度の低い一般的なタレントが、「霊感が強い」「汚部屋アイドル」「おバカタレント」「不思議ちゃん」といった特殊なキャラクター性を持つタレントをゴールデンタイムの特番などの偽オーディションにて演じ、どれだけテレビへ出たいがためヤリにいってるかを検証する禁断のドッキリ系説。第一弾『おバカタレント ヤリにいってる説』では、3人中2人（福本有希と山口綾子）がヤリにいく結果となった。第二弾以降は特殊キャラをタレントへ前日に依頼し、急拵えしたキャラクターでオーディションに臨ませる。合格者にはさらに濃いキャラを同様前日に依頼し、一晩でどれだけキャラを急造できるかも加えて検証している。
- 突然マネージャーから鬼越トマホークの「うるせえなぁ!」のくだり食らったら、意外とシリアスな状況になっちゃう説
  - 鬼越トマホークの喧嘩ネタを題材にしたドッキリ系説。提唱者は鬼越本人たち。全3回。
  - ターゲットが楽屋へ入ると、本物のマネージャーと番組側が用意した新人マネージャーが派手に取っ組み合いの喧嘩をしている。そこでターゲットが仲裁しようと割って入るものの、新人マネージャーから痛烈なダメ出しをされて本物のマネージャーからも補足で傷口を抉られるという内容。
  - 検証中、鬼越による毒舌トークが特徴。ダメ出しの内容は鬼越が考案しており、それを受けたターゲットの思わぬ素顔が垣間見える。
  - なお、この説は一度オンエアされるとドッキリだと感づかれてしまうため、第1弾が放送される前に2回分の収録を取り終えている（全3回）。
- 喜んで受けたオファーが〜だったとしても「だったらやめます」とは言い出しづらい説
  - ブレイク中の芸人をターゲットにした説。打ち合わせで、マネージャーから芸能界において一定の地位や名誉を持った者のみが担うような大きな案件が来たのを匂わせ、ターゲットは大喜びでそのオファーを快諾する。しかし実際はその大きな案件と同音意義でありながら、本来ならば辞退する選択肢もあるような偽番組のオファー（例:「冠番組」なら「王冠」を取材するテレビ番組の案件、「まわしの番組」なら「廻しの番組」など）であったとき、ぬか喜びであったことへの悔しさや案件を辞退するかの葛藤などを検証する。
  - 第2弾となった『「帯番組」のMCということで喜んで受けたオファーが「着物の帯を紹介する番組」だったとしても「だったらやめます」とは言い出しづらい説』では、そのまま後述のホントドッキリ企画へと発展した。
- 「あの人は今」で全く別人が出てきても指摘できない説
  - 過去に一世を風靡したタレントや著名人へ久しぶりに対面するロケ企画にて、別人（本人とは異なるエキストラ）が出てきた時にリポーターの芸人はそれに気付けるか検証するドッキリ系説。
  - 対面した別人もそれらしい現在の活動や私生活を披露するが、いずれも本人の近況とは全く異なるものでありそれに気付けるのかも焦点となる。
    - 久々に見た芸能人のキャラが3倍増しになっても、まぁそんなもんかと思っちゃう説
      - こちらは過去に一世を風靡したタレントや著名人本人が登場するが、本人のキャラクターや個性的な挙動がブレイク時よりも3倍ほど過剰に表現されている。リポーターはその過剰さへ気付けるか、当時もそれくらいだったと勘違いするのかを検証する。
- 打ち合わせ中 隣の部屋からカレーの匂いを送り続けたらその後全員カレー食う説
  - グルメをテーマにしたマインドコントロール系説。提唱者は高橋。
  - 昼前の時間帯、ニセ番組の打ち合わせ中に衝立を隔てた隣室からカレーの匂いを送り続けた後、打ち合わせに参加した者の昼休みやケータリングでの動向を監視。そのターゲットがカレーライスやカレーうどんを食べたら説立証となる。
  - シリーズでも屈指の『説』立証率を誇り、カレー嫌いを公言している野田クリスタル（マヂカルラブリー）[51]を除いて全ターゲットが食している。松本からは「洗脳」と称されている[52]。
- 引き返せない説
  - 元々は当番組で結婚を発表した酒井貴士（ザ・マミィ）へのお祝いとして実施されたドッキリ系説。ターゲットが信頼している人物から誘われた訪問先が、カルトや匿名・流動型犯罪グループの関与が推測され、ターゲット自身にも身の危険を感じる場所であった場合は速やかにその場から離れられるかを検証[53]。
  - 訪問先は数多くのエキストラにより極めてグロテスクな光景が広がっており、ターゲットに強い絶望感を与えるためネタバラシ後はターゲットが号泣することも多い。

#### 名探偵津田
- 正式名称は「犯人を見つけるまでミステリードラマの世界から抜け出せないドッキリ、めちゃしんどい説」。
- 津田篤宏（ダイアン）をターゲットとしたミステリー系説。提唱者はバカリズム。
- 当番組屈指の人気シリーズであり、2024年4月24日放送の10周年記念特別企画「視聴者&出演者が選ぶ“一番好きな説”」で1位を獲得している[54]。
- 番組の撮影現場にて、思いもよらぬ殺人事件が発生。エキストラである案内人に誘導され、探偵役となった津田がミステリーを紐解いていく内容。
- 演出は非常に手の込んだものとなっており、全体的に『金田一少年の事件簿』を彷彿させる展開が特徴[注 41]。確たる推理や証拠などに基づき、犯人を暴けるまでは終わらないシステム[注 42]。
- かなりの撮影時間を要し、第2話では約1週間以上も費やしている[注 43]。津田自身もドッキリで長時間の拘束を余儀なくされることから、事件発生翌日以降には高額なギャラや名誉が与えられるニセ案件を入れているが緊急事態だからと事件解決の途中でその案件をキャンセルさせられる、『ダウンタウンのごっつええ感じ』の春雨スーツドッキリに類似したものとなっている[55]。
- 制作陣の「RPG的な要素を現実に落とし込む」という方針[56]の下、案内人の問いかけに的確なセリフが出るまで同じ説明が繰り返される、ストーリーにまつわる食べ物が津田は食べられない、ストーリーと無関係な質問には一切答えないなどコンピュータRPGのNPCさながらの仕掛けが、津田を苛立たせるような仕組みとなっている。
- 劇中はフィクションの独自の世界観が繰り広げられている一方で、現実世界に実在する番組や動画、津田の関係者が登場する演出が施されている。そのため津田は毎回のように「現実とドラマの境界線」を見失っており、第3話ではその胸中を「1の世界（＝「名探偵津田」の登場人物および、劇中の出来事）」「2の世界（＝「水曜日のダウンタウン」の出演者および、現実の出来事）」と区別し吐露している[57]。助手役のみなみかわも津田ほどではないが、世界観の切り替えに苦悩している。
- 随所で見せる「津田の人間性」こそが本シリーズの醍醐味。代表的な例としては「制作陣およびエキストラに平然と悪態をつく」「『説』に対する不平不満を隠そうとせず、倫理的に逸した言動をよく取る」などが挙げられる。
- 序盤は共通して津田の推理がほとんど冴えず、あまりに的外れな見解をたびたび披露しては案内人やパネラー陣を失笑させている。しかし中盤からは徐々に調子を上げていき、終盤では役割にすっかり没頭しているパターンが多い。
  - 第1話「ペンション殺人事件」（2023年1月25日放送）
    - 発生場所：長野県茅野市蓼科高原。被害者数：2人。
    - 番組ディレクター（演:井川瑠音）と共にロケで前泊した山奥のペンションにて、遺体を発見。大雨により道路は寸断され、警察が出動できない状況の中で宿泊客が立て続けに殺害されていく。

  - 第2話「呪いの手毬唄と招かれざる男」（2023年11月8日・15日放送）
    - 発生場所：長野県長野市戸隠祖山[注 44]。被害者数：4人。
    - 前後編で分かれており、2週に亘って放送された。
    - 山村でのロケ中、村長が何者かに殺害される。帰省中の大学生・鈴木理沙（演:森山未唯）のアシストで推理を進めるも、その後に関係者たちも手毬唄になぞらえて次々と殺害されていく。同時進行でTBS局内でディレクターが殺害される現場に立ち会ったみなみかわが後編から合流する。後に鈴木理沙も殺されるが、3番の手毬唄にはなぞらえていないことにみなみかわが気付く。

  - 第3話「怪盗VS名探偵 〜狙われた白鳥の歌〜」（2024年12月11日・18日放送）
    - 前後編で分かれており、後編は2時間に拡大の上で放送。
    - 発生場所：東京都中央区日本橋浜町[注 45]→新潟県妙高市。被害者数：3人。
    - 当番組のスタジオ収録中、パネラーの田中卓志（アンガールズ）が射殺されるシーンから物語は開始。事件発生時にプレゼンターを務めていた津田が浜田から指名され、田中のマネージャー・根岸渚（演:西野実見）と共に生前田中が招待されていたオークションが開催される新潟県のリゾートホテル[注 46]にて推理を進める。そこで目当ての絵画「白鳥の歌」が怪盗ダイアに盗まれた上、根岸や推理に協力するホテルマンもが次々と殺害されていく。根岸の殺害後は、第2話で登場した鈴木理沙の双子の妹・佐々木理奈（演:森山未唯）が登場する。家族旅行として来ていたみなみかわが後編から津田と合流した。

### 企画
- ミックスルール対決
  - 異なるカテゴリーのプロ同士を対決させる企画（番組内で初となる『説』でないシリーズ）[注 47]。
  - 番組が開発した「オリジナル競技」を互角に展開するという前提のため、あまりに一方的すぎる展開になると編集で大幅カットされることも多い。
  - カテゴリーは「スポーツ」「大食い」「クイズ」の3種類。
    - ゲーム×現実 ミックス企画
      - 上記の派生版。アスリートとゲーマーが、実際の競技とそれをモチーフにしたTVゲームをミックスした対戦・挑戦を行う。

    - 国道ラーメンマラソン
      - 「マラソン」と「大食い」を融合させた派生版でお笑い芸人2名とフードファイターアンジェラ佐藤の対決。国道沿いをマラソンし、ラーメン屋の前を通ったら必ず1杯食べないといけない。途中裏道に入ることで、国道沿いのラーメン店の入店を回避できるが、裏道で飲食店があった場合は1000円以上の飲食が必須となる。一度進んだ道を戻るのは禁止されている。
- 一週間予告ドッキリ
  - 毎年1月-2月に検証される説。2017年までは『20xx年 一番ドッキリかけられたの俺説』と題し、提唱者が収録の前年に一番ドッキリにかけられたと自負するプレゼンを行なっていたが、2018年以降は省略されている。番組が集計した前年のテレビ番組にてドッキリにかけられた回数のランキングが作成され、1位になった人物[注 48]には「一週間予告ドッキリ」を実施し、一週間で七つのドッキリを仕掛け全てに気付けるのかを検証する。

- ダブル八百長対決
  - 『お互い負けるよう指示された八百長対決 逆に目が離せない接戦になる説』として提唱されたシリーズ。スケジュールの都合等によって負けるよう指示された者同士による各種対決は接戦になるのかを検証する。企画の性質上、芸人の記憶から消えた時にしかできない説。実際に第2弾は2018年の第1弾収録後、すぐさま収録を行い第3弾は2年後の2020年に収録。スポーツ以外での競技にてダブル八百長対決を行なった。

- 早弁先生
  - 『しくじり先生 俺みたいになるな!!』（テレビ朝日）のパロディ企画。提唱者は小峠、久保田かずのぶ（とろサーモン）、川島明（麒麟）。
  - 「人の目を盗み、どれだけ早弁できるのかを考察する」という内容。偽番組の「先生役」として呼び出されたターゲットの目を盗み、指定された食べ物を早弁する。食べ物には難易度ごとにポイントがあり一例としてうまい棒が1、カニが20、ホットケーキが30、チーズダッカルビ・もんじゃは40。しかし途中で先生に見つかった場合はポイントが没収される。食べたポイントが一番高かった挑戦者が優勝となる。
  - 第2弾では2人1組のペアで挑戦となり、教室での授業から外部での早弁も実施される。第3弾では再び教室での早弁に戻った。

|                           | 生徒 | 1st STAGE                          | 2nd STAGE | 最終ステージ | 早弁王                                                  |
| ------------------------- | --- | ---------------------------------- | --------- | ------------ | ------------------------------------------------------- |
| 第1弾 〜授業中は食うな‼︎〜 | 田中卓志（アンガールズ） 久保田かずのぶ（とろサーモン） 西村瑞樹（バイきんぐ） アントニー（マテンロウ） 彦摩呂 鈴木奈々                 | 寺門ジモン （ダチョウ倶楽部）      | 大林素子  | アニマル浜口 | 久保田かずのぶ （とろサーモン）                         |
| 第2弾 〜収録中は食うな‼︎〜 | アントニー（マテンロウ）&西村瑞樹（バイきんぐ）ペア サンシャイン池崎&平野ノラペア 小宮浩信（三四郎）&中西学ペア                         | デヴィ・スカルノ カイヤ 茂出木浩司 | 相沢観聖  | -            | アントニー （マテンロウ）＆ 西村瑞樹 （バイきんぐ）ペア |
| 第3弾 〜授業中は食うな‼︎〜 | ハリウッドザコシショウ 西村瑞樹（バイきんぐ） たかし（トレンディエンジェル） みちお（トム・ブラウン） 安藤なつ（メイプル超合金） 彦摩呂 | デヴィ夫人                         | 山根明    | 具志堅用高   | ハリウッドザコシショウ                                  |

- お寿司の達人
  - シブがき隊の代表曲『スシ食いねェ!』と「早食い」を題材とした企画。提唱者は小峠（第3弾のみ、代役として相方の西村が登場）。元々は『「スシ食いねェ!」曲のテンポで歌詞通りに寿司食うの不可能説』という説だったが第3弾以降から「お寿司の達人」として企画化された。
  - 曲の歌詞通りに流れてくる寿司を食べられるかを検証する（その際、画面には太鼓の達人風の表記が流れる）。第3弾からは寿司のみならず、「ダンゴ」「アンパン」「ガリガリ君」などにも対象範囲が広がった。
  - 第1弾ではシングル（1人）、第2弾ではダブルス（2人）、第3弾以降はトリオでの挑戦となった。また、第3弾からは一度挑戦してクリアしている曲の挑戦は免除されることになり、第4弾ではおさかな天国が全チーム免除となった。第5弾ではフードファイターチームのみ、スシ食いねェ!も免除された。
  - 挑戦者は主に大食い芸人チーム、中西を中心とした新日本プロレスリングチーム、白田・菅原などのフードファイターによるチームが挑戦する。中西はお茶を高頻度で飲むため第4弾から大量のお茶が常備されている。なお、第1弾では布川敏和（元・シブがき隊）も挑戦した。
  - 第5弾以降、レベル3以上はそのレベルに指定された曲を選択できるようになった。また、『スシ食いねェ!』では38皿から40皿に増えた[注 51]。

|        | ★1                             | ★2                                                       | ★3 | ★4                                                                                          | ★5                                                                                             |
| ------ | ------------------------------ | -------------------------------------------------------- | --- | ------------------------------------------------------------------------------------------- | ---------------------------------------------------------------------------------------------- |
| 第1弾  | おさかな天国/柴矢裕美 （26貫） | スシ食いねェ! （50貫）                                   | - | -                                                                                           | -                                                                                              |
| 第2弾  | おさかな天国 （26貫）          | スシ食いねェ! （38貫）                                   | たらこ・たらこ・たらこ/キグルミ（58貫）                                                                                          | -                                                                                           | -                                                                                              |
| 第3弾  | おさかな天国 （26貫）          | スシ食いねェ! （38貫）                                   | 食べ物曲メドレー （勇気りんりん/ドリーミング →だんご3兄弟/速水けんたろう・茂森あゆみ →ガリガリ君のうた/ポカスカジャン） （39皿） | たらこ・たらこ・たらこ （50貫）                                                             | -                                                                                              |
| 第4弾  | おさかな天国 （全チーム免除）  | スシ食いねェ! （38貫）                                   | 食べ物曲メドレーII （おべんとうばこのうた/こおろぎ'73 →きのこの唄/きのこオールスターズ →だんご3兄弟） （42皿）                   | ふしぎなポケット （18皿（ビスケット63枚））                                                 | たらこ・たらこ・たらこ ガリガリ君のうた                                                        |
| 第5弾  | おさかな天国 （全チーム免除）  | スシ食いねェ!（40貫） （フードファイターチームのみ免除） | 食べ物曲メドレーII DONUT SONG/山下達郎（18個） （どちらかを選択）                                                                | ふしぎなポケット ヨーデル食べ放題/桂雀三郎withまんぷくブラザーズ（46皿） （どちらかを選択） | たらこ・たらこ・たらこ ガリガリ君のうた いっぽんでもニンジン/なぎらけんいち （いずれかを選択） |
| 番外編 | スシ食いねェ! （38貫）         |                                                          | |                                                                                             |                                                                                                |

- リアルスラムドッグ$ミリオネア
  - 映画『スラムドッグ$ミリオネア』を題材とした企画。提唱者は有村昆。
  - 何も知らない芸能人3名が、1週間以内に起こった出来事から出題されるクイズを5問解答し部屋からの脱出を試みる。

- ホントドッキリ
  - 過去6回放送。第1弾の提唱者は高橋。
  - いかにもドッキリのような形を取りつつ、「単なる事実の報告」を行う企画。通常のドッキリ企画の場合、ネタバラシの際「ドッキリ大成功!!」と書かれた札が持ち込まれるが、この企画では「ホント!!」と書かれた札が持ち込まれる。第3弾以降は複数の芸能人による対抗企画となり、ターゲットがドッキリを疑う素振り[注 58]を見せた場合そのターゲットは失格、最後まで生き残った者が実際に報酬を得る。
    - 第1弾（2018年6月13日）
      - ターゲットは小宮。『週刊女性』に掲載予定の小宮のゴシップを事前入手し、「自身のゴシップが週刊誌にスクープされる」ドッキリと思わせることに成功した。

    - CMホントドッキリ（2021年3月10日）
      - 提唱者は第一弾でターゲットにされた小宮。日本コカ・コーラ社が販売する缶チューハイ『檸檬堂』のCM起用がドッキリかと思わせておいて実は本当、という企画で最後まで生き残った1人がCM出演権を得る。ターゲットは小峠・ナダル（コロコロチキチキペッパーズ）・橋本直（銀シャリ）・おいでやす小田・鈴木もぐら（空気階段）の5人。最後まで何も疑う素振りを見せず撮影を終えたもぐらが出演権を獲得、撮影されたCMがTBS限定で実際に放送された。

    - 帯番組ホントドッキリ（2021年12月22日）
      - 提唱者は川島。正式には『「帯番組」のMCということで喜んで受けたオファーが「着物の帯を紹介する番組」だったとしても「だったらやめます」とは言い出しづらい説』で、「着物の帯を紹介する番組」がドッキリではなく実在するという企画[注 59]。最後まで生き残った1組が「着物の帯を紹介する番組」のMCに就任する。ターゲットはさらば青春の光・マヂカルラブリー・ニューヨークの3組。事前アンケートや打ち合わせなど番組に対し最も前向きに取り組んでいたニューヨークがMCに決定し、実際に『すてきに帯らいふ』が番組放送当日の深夜0時26分から放送された。

    - 『しんどい先輩芸人からYouTubeでコラボしたいと言われた時の断り方 ムズい説』（2022年6月25日）
      - しんどい先輩芸人として公式YouTubeチャンネル「クニチャンネル」を開設した山田邦子が仕掛け人となり、コラボするメリットが少なめのチャンネルと自身のチャンネルとのコラボを最も嫌がった芸人（コンビ）が「罰として実際に山田とコラボし、動画をアップする」という、ホントドッキリスタイルを兼ね備えた罰が用意された。ターゲットとなった鬼越とナダルはコラボを前向きに了承したため失格としてネタバラシ。アントニー、さらば青春の光はコラボへ前向きにならなかったため第一段階クリアとなり、追加でしんどい企画内容の提示や山田がターゲットの下へ再訪するなどして、最も嫌がったアントニーがコラボ相手に選ばれた。コラボに前向きだった2組は、水ダウとは関係なくそれぞれ山田と後にコラボしている。

    - 『解散ホントドッキリ』（2023年7月5日）
      - ターゲットは鬼越。竹内ズ[注 60]の正式な解散発表3日前に収録。楽屋で竹内ズの2人が殴り合いのケンカを始め、それの仲裁に鬼越が入ろうとした所で彼らへ向けて本当に解散することを明かすという内容であった。

    - 『怪しい自称プロデューサーから“100万払ったら『水曜日のダウンタウン』に出してあげるよ”と持ち掛けられ、ホントに払ったヤツがホントに出演できるホントドッキリ』（2023年12月20日）
      - ターゲットはまえだまはる[58][59]・犬嶋英沙[60]・あおぽん[61]。まずターゲットの友人が協力の下、3人を仕掛け人役の澤田という怪しさ満点のプロデューサー（中條孝紀）から自身の主催する飲み会へ誘い出し、同席者のアントニー・アレクサンダー・皇治[62]がプロデューサーの伝説を吹き込んでいく[63]。後日に澤田が芹那と共にターゲットそれぞれを飲みに誘い、応じた2人[注 61]に対して「100万円払えば『水曜日のダウンタウン』に出られる」と持ち掛ける。結果、前向きな反応を見せたあおぽんが事務所を通して100万円を支払い、実際にパネラーの1人として出演が決定した。さらにダウンタウンやパネラーたち[注 62]も仕掛け人となり、『バラエティに出たことのない新人タレントならスタジオ展開が一言一句台本通りでも信じちゃう説』の検証へ移った。『銃で撃たれたことのある日本人 探せばギリいる説』という架空の『説』検証VTRをスタジオで観つつ、出演者たちが台本通りに発言していくというドッキリを仕掛けた[63]。
- 逃走中シリーズ
  - 『逃走中』（フジテレビ）のパロディおよび、『クイズ☆タレント名鑑』からの流用企画。提唱者は大吉。
  - 検証内容は「ハンターから逃げながら特定のミッションをこなす」「通行人をハンターに見立てて逃走する」「自らがハンターとなり特定の人物を捕まえる」の3パターンに分かれる。本家でハンターとして出演経験のあるモーゼス夢なども参加している。
- 帰れませんチャレンジ
  - 『帰れま10』（テレビ朝日）のパロディおよび、『クイズ☆タレント名鑑』からの流用企画。集められた芸能人に過酷なミッションが用意され、複数チームに分かれたフィールドワークで対象物を見つけるあるいは一定の成果を出すまで帰れないパターンと、数人が集められて内1人がミッションを成功させるまで連帯責任で全員帰宅を許されないパターンの2種に分かれる。
  - 通常の説検証や偽番組の収録と偽り、帰れませんチャレンジに移行することも多々ある。夜間は検証が中断されるが、その中断時間に一時帰宅するのも禁止されており番組が用意した安価なホテル泊や野営を強いられる。

- ○○相撲
  - 『クイズ☆タレント名鑑』で行われていたガチ相撲企画のアレンジ版。『相撲 合計体重が一緒なら人数多い方が有利説』から端を発する複数人で相撲をとる企画。1人敗れても取り組みは続行し、チーム全員が敗れた時点で終了となる。
    - 体重170kg相撲
      - 体重170kgの元力士・把瑠都凱斗と、チームメンバーの合計体重が170kg以下で構成されたチームでの1対複数人の人数ハンデ対決。番組ホームページで一般参加チームを募り開催していた。

    - タッグ相撲最強コンビ決定戦
      - 肉体派お笑いコンビ（ぽっちゃり芸人や格闘技経験者が含まれているコンビ）による2対2の相撲対決。ガチ相撲同様にトーナメント形式で取り組みが行われた。第1弾での優勝コンビは真の優勝者を決めるべく、メンバーに元相撲部のカシューナッツを擁するゆんぼだんぷとの最終決戦も実施。
      - 第1弾優勝はネルソンズ、第2弾優勝はトム・ブラウン。

    - タッグ相撲最弱コンビ決定戦
      - 前述の「最強コンビ決定戦」を観た松本の提案により行われた企画。小柄、痩せ型、学生時代に運動部経験なしなど相撲の弱そうなお笑いコンビによる2対2の相撲対決。上記と同じトーナメント形式で取り組みが行われるが、負け残り対決として敗れた方が勝ち上がるルールとなる。トリオ芸人の場合は、相手側が勝てそうな2名を指名することが可能。優勝はにんげんっていいな。

- 日本人知名度ランキングTOP100
  - 2017年より3年に1回の間隔で実施。1000名の芸能人・有名人[注 63]をピックアップし、その有名人の知名度を番組スタッフ、リサーチ会社、吉本住みます芸人が協働で人口比率を下にした10代〜70代の全国の老若男女をターゲットに聞き込み調査を行う。番組内ではそのランキングを100位から発表する。
  - 第1弾では『1位はイチロー説』という仮説の下で検証したが、全ての回でタモリが1位を獲得している。
  - 第2弾では、歴史上の人物も対象に調査を行なったが第3弾は再び存命の有名人のみで調査された。
  - ランキング発表の際は、その有名人の世間の評価やイメージなどのインタビュー内容も放映されるが、上位層になると日本の芸能事情や政治事情をほとんど知らない一般人が、大多数の人が知っているような人物の名称を答えられず困惑する模様が多く挿入されるようになる。また、ランクインした芸能人を連想させる楽曲を多用する演出が施されている。

| 順位 | 第1弾(2017年11月1日) | 第2弾(2020年7月22日) | 第3弾(2023年4月19日) |
| ---- | -------------------- | -------------------- | -------------------- |
| 1    | タモリ               | タモリ               | タモリ               |
| 2    | 和田アキ子           | 黒柳徹子             | 明石家さんま         |
| 3    | 安倍晋三             | 安倍晋三             | 和田アキ子           |
| 4    | ビートたけし         | 明石家さんま         | ビートたけし         |
| 5    | 明石家さんま         | ビートたけし         | 笑福亭鶴瓶           |
| 6    | 黒柳徹子             | 和田アキ子           | イチロー             |
| 7    | マツコ・デラックス   | 中居正広             | 黒柳徹子             |
| 8    | 笑福亭鶴瓶           | 志村けん             | デヴィ夫人           |
| 9    | デヴィ夫人           | 北島三郎             | 松本人志             |
| 10   | 所ジョージ           | 織田信長             | マツコ・デラックス   |

- 脱出できない生活
  - 黒服を着たスタッフにより拉致され、ある民家へ監禁させられた芸人が一定のミッションをクリアして部屋からの脱出を試みる内容。ミッションをクリアするまで外出や帰宅は許されない上、脱出まで1-2週間程度を要する難易度であることが多いため、長期間スケジュールを空けられる芸人が選ばれる傾向にある。
  - 朝食・昼食は原則として支給、トイレの利用は自由[注 64]。夕食はチャンスクイズ・ゲームの成果によって内容が変動する。一定のタイミングとゲームの結果や内職によって生活資金を与えられ、それを用いて支給品リストの中からアメニティや飲み物・3段階のお助けアイテムを購入し、生活や脱出へのサポートにも活用できる。支給品リストの中にはタバコやビールなどの嗜好品も含まれており、ミッションの合間に束の間のタバコ休憩を映すのが恒例となっている[注 65]。「クロちゃん どこかに閉じ込められてもTwitterさえあれば助けてもらえる説」のみ開始時点で100万円相当の企画内通貨ペリカを与えられ、脱出時の残額を日本円に換算し賞金とする予定であった[64]。そのシステムは同じく藤井が演出を務めた『人生逆転バトル カイジ』に継承され、以降は日本円でやり取りされている。
    - クロちゃん どこかに閉じ込められてもTwitterさえあれば助けてもらえる説（2016年・検証中止）
      - 挑戦者はクロちゃん。収録中にトラブルが発生し警察沙汰へ発展したため検証は中止、『説』も消滅に至った。制作上の問題の項を参照。

    - 新元号当てるまで脱出できない生活（2019年）
      - 挑戦者はななまがり。受賞歴の項を参照。

    - ラッキーアイテム脱出生活（2021年）[65]
      - 挑戦者はパタパタママ。『たとえ閉じ込められていても「今日のラッキーアイテム」さえ手に入れば、そのラッキーで脱出できる説』の検証手段として実施。

    - 清春の新曲、歌詞を全て書き起こせるまで脱出できない生活（2024年）[66]
      - 挑戦者はきしたかの。2人が神奈川県某所の「清春荘」に連行され、20分毎に1回流れる清春の新曲「霧」の歌詞を全て書き起こせるまで脱出できない生活を行なった。一単語でも間違えると不正解とされる。ヒント梅はスロー再生、ヒント竹は歌のみ、ヒント松は清春本人が登場し、曲の世界観などについて答えた。最終的に内職で得たラジカセ&カセットテープ等を駆使しつつ、約61時間で歌詞の完全書き起こしに成功・脱出となった。

#### 番組オリジナルのお笑い賞レース
- 替え歌最強トーナメント（2016年-)
  - 替え歌を題材とした賞レース。2014年に『替え歌 未だに嘉門達夫が最強説』の検証手段として開始された後、「説」が外れトーナメントのみに変更された上で2016年より毎年1回のペースで開催。
  - 1対1のトーナメント形式で課題曲を変更し計3回戦対決。いずれも審査員による多数決投票（客席を中央で区切り、先攻に投票する場合は舞台左側、後攻に投票する場合は舞台右側へ移動）で決される。審査員は回毎に変更されており、課題曲も審査員の世代や嗜好に応じて設定されている。
  - 歌ネタ王決定戦（MBSテレビ）が開催されていた2021年までは、歌ネタ王のファイナリスト・チャンピオンが出場する傾向にあった。

| 回数   | プレゼンター                    | 出場芸人 | 課題曲                                                                           | 審査員                    | 優勝者                                | 放送日         |
| ------ | ------------------------------- | --- | -------------------------------------------------------------------------------- | ------------------------- | ------------------------------------- | -------------- |
| 第1弾  | 小籔千豊                        | どぶろっく 阿佐ヶ谷姉妹 テツandトモ AMEMIYA エハラマサヒロ レイザーラモンRG（レイザーラモン） 嘉門達夫 川島邦裕（野性爆弾）                                     | Let It Go/松たか子 恋するフォーチュンクッキー/AKB48 世界に一つだけの花/SMAP      | 小学生50人                | どぶろっく (初)                       | 2014年11月26日 |
| 第2弾  | 小籔千豊                        | テツandトモ はなわ クマムシ レイザーラモンRG（レイザーラモン） どぶろっく ハリウッドザコシショウ ムーディ勝山 くっきー（野性爆弾）                              | 残酷な天使のテーゼ/高橋洋子 おどるポンポコリン/B.B.クィーンズ キセキ/GReeeeN     | 中学生51人                | クマムシ (初)                         | 2016年12月7日  |
| 第3弾  | 小籔千豊                        | ANZEN漫才 パーマ大佐 エハラマサヒロ くっきー（野性爆弾） レイザーラモンRG（レイザーラモン） 金谷ヒデユキ 阿佐ヶ谷姉妹 ハリウッドザコシショウ                    | 前前前世/RADWIMPS 恋/星野源 ultra soul/B'z                                       | 女子高生51人              | エハラマサヒロ (初)                   | 2017年9月6日   |
| 第4弾  | 後藤輝基 （フットボールアワー） | くっきー（野性爆弾） 嘉門タツオ 阿佐ヶ谷姉妹 ノブ&フッキー ラブレターズ レイザーラモンRG（レイザーラモン） メンバー ハリウッドザコシショウ                      | 糸/中島みゆき Lemon/米津玄師 U.S.A./DA PUMP                                      | 男子高校生51人            | ハリウッドザコシショウ (初)           | 2018年12月26日 |
| 第5弾  | カミナリ                        | くっきー!（野性爆弾） 阿佐ヶ谷姉妹 レイザーラモンRG（レイザーラモン） はなわ メンバー 神奈月 永野 ハリウッドザコシショウ                                        | マリーゴールド/あいみょん リンダリンダ/THE BLUE HEARTS We Will Rock You/Queen    | ギャル51人                | 阿佐ヶ谷姉妹 (初)                     | 2019年11月6日  |
| 第6弾  | 陣内智則                        | レイザーラモンRG（レイザーラモン） どぶろっく 友近 神奈月 くっきー!（野性爆弾） さや香 SAKURAI ハリウッドザコシショウ                                           | 香水/瑛人 Pretender/Official髭男dism 紅蓮華/LiSA                                 | 芸歴3年以下の若手芸人51人 | ハリウッドザコシショウ (2年ぶり2度目) | 2020年11月4日  |
| 第7弾  | 小籔千豊                        | どぶろっく こがけん レイザーラモンRG（レイザーラモン） SAKURAI ゆりやんレトリィバァ くっきー!（野性爆弾） アイロンヘッド ハリウッドザコシショウ                 | うっせぇわ/Ado Dynamite/BTS 炎/LiSA                                              | 現役東大生51人            | ハリウッドザコシショウ (2年連続3度目) | 2021年12月15日 |
| 第8弾  | 陣内智則                        | 嘉門タツオ お見送り芸人しんいち レイザーラモンRG（レイザーラモン） ハリウッドザコシショウ チャンス大城 どぶろっく 清水ミチコ くっきー!（野性爆弾）              | 高校三年生/舟木一夫 上を向いて歩こう/坂本九 また逢う日まで/尾崎紀世彦            | 後期高齢者51人            | 嘉門タツオ (初)                       | 2022年11月9日  |
| 第9弾  | 後藤輝基（フットボールアワー）  | 庄司智春（品川庄司） レイザーラモンRG（レイザーラモン） どぶろっく お見送り芸人しんいち くっきー!（野性爆弾） なすなかにし ノブ&フッキー ハリウッドザコシショウ | 巡恋歌/長渕剛 乾杯/長渕剛 とんぼ/長渕剛                                          | 長渕剛ファン51人          | くっきー!（野性爆弾） (初)            | 2023年12月13日 |
| 第10弾 | 小籔千豊                        | エハラマサヒロ すゑひろがりず レイザーラモンRG（レイザーラモン） どぶろっく お見送り芸人しんいち くっきー!（野性爆弾） ハリウッドザコシショウ ダンカン          | 大阪LOVER/DREAMS COME TRUE 大阪で生まれた女/BORO やっぱ好きやねん/やしきたかじん | 阪神ファン51人            | ダンカン (初)                         | 2024年10月9日  |

- 30-1グランプリ（2021年-)
  - 2021年より毎年1回開催。30秒以内のショートネタで争うお笑い賞レース。漫才・コント・ピンネタなど、形式は一切問われない。
  - 予選ではエントリーされた作品の中から番組が厳選した40組をA〜Eブロックへ8組毎に振り分け、VTRでそのネタを披露する[注 68]。一番面白かった組にスタジオの松本・パネラー・プレゼンターが投票、最も票を集めた1組が決勝進出。
  - 決勝では各ブロックの代表者5組が、予選とは別のショートネタを披露。予選と同じく松本[注 69]・パネラー・プレゼンターが投票、最も票を集めた1組が優勝となる。優勝を果たした芸人には後日スタッフが賞金30万円を現金手渡しにて授与する上、優勝の旨を報告される。
  - 1位の票数が並んだ場合、他の芸人に投票していた者がその芸人同士で決選投票を行う。
  - 2021年優勝はニッポンの社長、2022年優勝はジェラードン[注 70]、2023年優勝はオキシジェン、2024年優勝はななまがり、2025年優勝は永野。
  - 企画のロゴおよびVTRのスタジオセットは、サーティワンアイスクリームのものをベースにしている。

- 2代目関根勤選手権（2022年・2025年)
  - 『笑っていいとも!』（フジテレビ）の「視聴者参加型企画」にて関根勤らが行っていた「見立て芸」の後継者を決める選手権。
  - 出場者は1人ずつスタジオアルタを再現したセットに立ち、「お嫁サンバ」の音楽に乗せ登場するエキストラに対して、関根よろしく「高2の時に野球部が甲子園に出場しました」などのデタラメなプロフィールを言い、別室にいる関根が10点満点で採点。これを5回繰り返し、合計50点満点で審査し競う。挑戦終了後には関根より講評が行われる。
  - 第1回・第2回と関根の所属する浅井企画の後輩である飯尾和樹（ずん）が2連覇を達成。第3回ではケンドーコバヤシが飯尾を破り初優勝した。

- スベリ-1グランプリ（2023年-2024年）
  - 『THE SECOND』（フジテレビ）のピン芸人版という設定のニセ番組を舞台に行われる、芸歴16年以上の最もウケない地下芸人を決める逆お笑い賞レース。
  - 地下芸人に精通した芸人から推薦された出場芸人の披露するネタの大半は、お粗末極まりない内容。会場にいる観客はもちろんパネラー陣、推薦した芸人たちですら誰も笑わないという地獄絵図が繰り広げられる。1対1のトーナメント形式で客席投票により勝敗が決められるが、最もウケない地下芸人の頂点を決める賞レースのため投票数が少ない芸人が勝ち進む形式となっており、たとえ失笑レベルでもウケてしまった芸人のネタはナレーションベースでカットされてしまう。
  - 優勝はエンジンコータロー、準優勝はゆきおとこ。ドッキリ形式であるため、藤井曰く「おそらく二度とテレビで見ることはできない[68]」としているが、後の2024年3月6日放送にて第3位のギブ↑大久保を加えた3人によるユニットコントが披露された。

- インフォマ1-GP（2024年-）
  - インフォマーシャルの面白さで争うお笑い賞レース。日本コカ・コーラ社の協力の元、1回戦ではリアルゴールド、決勝ではチルアウトをテーマにしたインフォマネタを披露し、一番面白かった組にスタジオのパネラー・プレゼンターが投票する。優勝者はどちらかのネタが実際に番組内でのCMとして流される。後日スタッフから賞金300万円を現金手渡しにて授与され、優勝の旨を報告される。
  - 優勝は空気階段（CMとして流されたのはチルアウトの方）。

#### クロちゃんシリーズ
- クロちゃんを題材にしたドッキリ企画。提唱者は高橋。
- 『SNSを張り込んでいれば芸能人に会える説』にて日常的に居場所がバレるようなツイートをするクロちゃんに対し、数日間に亘り接触する形でクロちゃんに対する密着がスタート。その後も様々な説でターゲットにされる中、『「起きたら人がいる」が結局一番怖い説』にて「徒歩で帰宅する」というツイートを信じ、スタッフが自宅に隠しカメラを設置していた最中にタクシーで帰宅してきて危うく鉢合わせしかけたため「日常的な嘘ツイート」が発覚した。
  - 芸能人であるにも拘わらず、ガードが非常に緩いクロちゃんの素行を徹底的にピックアップ。検証の際、「目隠しをされた状態でロケ現場へ連行される」「自宅やプライベートで訪れる場所（主にジム）に隠しカメラを仕掛けられる」「探偵協力の下、監視される」「ギャラのいい仕事が入ったら目隠しをして仕事場まで番組スタッフが送迎し、クロちゃんを困惑させる」などが恒例（というより、むしろ暗黙）になっている。シリーズに限らず準レギュラーであるクロちゃんは様々な説のターゲットとなっている。
    - クロちゃんTwitter監視企画（2017年）
      - 上記の派生版。提唱者は同じく高橋。
      - 「起きたら人がいる」が結局一番怖い説』の検証中、ターゲットとなったクロちゃんがTwitterで事実と異なる「嘘ツイート」[注 71]を頻繁にしていたことが隠しカメラにて発覚したため生まれた。
      - 「嘘には嘘で対抗する」というコンセプトの下、SNSを駆使してクロちゃんを恐怖のどん底に陥れる（高橋曰く「もはや天誅」）。
      - 食事内容を偽るツイートに関しては『名医のTHE太鼓判!』にて共演していた森田豊や太鼓判の番組スタッフが、逐一ツイートを監視し食事内容についての嘘を見破っていた。

    - クロちゃん　死んだかと思う説（2019年・2024年・2025年）
      - 臨死体験に関するドッキリ。酩酊し寝落ちしたクロちゃんを拉致し、臨死状態を人工的に再現した空間へ導く。クロちゃんがその空間で目覚め状況を把握した時、死を悟るのかを検証。

    - クロちゃん 部屋ごと無人島生活（2021年）
      - 『アイ・アム・冒険少年』や『いきなり!黄金伝説。』（テレビ朝日）のパロディ企画。提唱者はFUJIWARA。2週連続での放送。
      - クロちゃんの自宅の中でベッドのある部屋を荷物ごと兵庫県姫路市に位置する無人島・黒島に完全再現し、ニセ番組の中で泥酔させ熟睡した様子のクロちゃんを内緒で黒島の部屋へ移動させる。そしてクロちゃんが起床してから、黒島の至る所に置かれているドラゴンボールに見立てた7つの球を集めさせるという企画。
      - クロちゃんが7つの球を集め無人島を脱出、帰宅すると自宅はもぬけの殻[注 72]となっていた。アパートが老朽化による取壊しが決まったという情報を、住人のクロちゃんよりも先に番組サイドがキャッチして家具は番組側で一時保管されていた。翌日にアパートを訪ねた「説」のプレゼンターであるFUJIWARAがアパートの取壊しと、この企画が自身の引越しを兼ねた企画であることを説明してFUJIWARAと共に番組が選別した物件を内見、実際に都内の2SLDKの部屋に引越しを行なった。クロちゃんには番組からの引越し祝いとして、自宅リビングでの監視カメラが（半強制的に）プレゼントされた[69][70]。

    - クロちゃん宅に潜伏中（2022年）
      - 『逃走中』（フジテレビ）のパロディ企画。提唱者は陣内智則。
      - 小柄(平均身長158cm)芸能人10人がクロちゃんの自宅に潜伏する。クロちゃんがニセのインタビューロケを終え、帰宅と同時にゲームスタートとなる[注 73]。1秒10円ずつ賞金が加算され、確保されるとその時点での賞金が与えられる（ただしクロちゃんが不在時はタイマーがストップする）。
      - クロちゃん不在時を除き、既に確保された潜伏者を屋上にて設置された牢屋へ救出しに向かうのも可能で、クロちゃんからバレずに救出した潜伏者には賞金5万円が上乗せされる（救出は1回につき1人のみ）。
      - クロちゃんには企画の詳細を伝えておらず、（潜伏してるのは）5人と勘違いして捜索を止めたり、途中仕事で外出するなどでロケ時間が予定よりも大幅に延長していた（高橋みなみは確保後、別仕事により離脱。それ以外で確保された潜伏者はクロちゃんからバレる前に解散した）。

    - クロちゃん宅でダマの100万円を捜せ![71]（2024年1月31日）
      - 『人気者でいこう!』（朝日放送テレビ）の企画「100万円を捜せ!」のオマージュ。2023年9月23日にクロちゃんの自宅リビングのソファ裏にダマの100万円を設置し、企画を知らないクロちゃんが何日目で見つけられるかを検証した。
      - 12月31日までに発見すれば賞金を獲得できるが、設置から1日経過するごとに賞金額は1万円ずつ減額される。結果97日目の12月28日に、クロちゃんがリチ[72]、菊池優志（ワンワンニャンニャン）[73]、高橋みなみ[74]と共に年末の大掃除をしている時に発見し、4万円を獲得した。
      - 緊急生放送 クロちゃん宅で生の100万円を捜せ!（同上）
        - 同日の朝に再び100万円を隠し、22時34分頃から番組終了直前までの1000秒（16分40秒）以内に見つけられるかを生放送で検証した。10秒ごとに賞金は1万円ずつ減額され、残額が賞金として渡される。
        - 監視カメラと隠しカメラで無人の自宅の映像が写される中、約6分20秒後にクロちゃんが慌てて帰宅。企画開始から14分後の22時48分頃に100万円を発見し、16万円を獲得した。企画終了後から番組終了までは「フリータイム」とされ、クロちゃんによる一発ギャグや漫談、エピソードトークなどで尺を埋め番組を締めた。

    - 新春クロちゃんリアル人生すごろく(2025年）
      - 2024年10月から12月にかけて3ヶ月間クロちゃんへの密着を実施すると同時に、本人に内緒で番組オリジナルの人生ゲームを敢行。その中で本人に気付かれないよう1-6の番号を選択させてクロちゃんを模した人形のコマを進ませ、止まったマスに記載された罰ゲームやご褒美が本人に降り掛かるというもの。ゴールから6マス目の「STOP」マスにたどり着いた段階でクロちゃんにネタばらしを行い、残りの5マスは対面ですごろくを実施した。
      - 人生ゲームだけにクロちゃんに人生選択を迫るマスが設けられており、豆柴の大群都内某所 a.k.a. MONSTERIDOL（現:豆柴の大群）とわーすたからのアイドルプロデュースオファーの内、どちらを引き受けるかを問うマスには強制的に止まる形式となっている。うち、豆柴の大群都内某所 a.k.a. MONSTERIDOLのプロデュースオファーを承諾し、グループの改名や元メンバーの再加入などの改革を行う模様も密着された[75]。
      - ゴール時の賞品として「プロポーズ」が与えられ、後述のプロポーズ企画に発展。
      - なお、本企画で使用されたすごろくはタワーレコード渋谷店にて展示された[76]。

### 連載企画

#### MONSTERシリーズ
MONSTERシリーズ（モンスターシリーズ）は、2018年（平成30年）から、前述の「クロちゃんシリーズ」とは別に、同じくクロちゃんを主役とし「MONSTER〇〇」と題した”連載企画”。『芸能界一寝たら起きないのジミー大西説』では共演した女性タレントに恋愛感情を抱いたり、泥酔した状態でベッドの下へ入り込み蠢くクロちゃんを「モンスター」と形容したことから「モンスター」を冠している。いずれもクロちゃんと男女が交えた合宿・共同生活に密着する形式で現在まで2018年〜2019年、2022年に第1話から最終回まで毎週連続で放送されている。本節では便宜上、それらを纏めて「MONSTERシリーズ」として表記する。
- MONSTER HOUSE（モンスターハウス）（2018年）
  - 『テラスハウス』（フジテレビ）のパロディ企画であり、初の連続シリーズ[注 74]で、全7話。提唱者はたむら。
  - 本家さながらのクオリティを演出しており、メンバー同士の恋愛模様を追及していく。一方、初回からクロちゃんの常軌を逸した行動の数々[注 75]に対し、スタジオの内外で凄まじい反響を呼んでいる（たむらに「これは新感覚ホラーですか?」と言わしめたほど）。
  - みんなの説SPの際、モンスターハウス内でクロちゃんをターゲットにした2つの『説』をモンスターハウス内で検証している。
  - 第4弾のラストで「アタリを引いた人物が、誰か1人を追い出す権限を得る」というクジ引きを行い、奇しくもクロちゃんがアタリを引く。そして、続く第5弾の冒頭で奈良が脱落者に選ばれ[注 76]、翌日に新メンバーとして百瀬が加入。
  - 最終回では、クロちゃんが莉音と蘭の2名に告白を敢行。蘭は告白に対し「オンエアを全て見てから決める」と返したことから、緊急生放送を実施し何も知らされず連れてこられたクロちゃんが改めて告白するもフラれ、後述の「真モンスターハウス」へ発展するも、トラブルが発生し警察沙汰へ発展したためイベントは中止、企画も消滅に至った。

| メンバー   | 年齢 | 職業                                         |
| ---------- | ---- | -------------------------------------------- |
| 蘭         | 22歳 | モデル・タレント                             |
| 百瀬はる夏 | 21歳 | 元アイドル（桃色革命の元メンバー）・タレント |
| 莉音       | 21歳 | タレント                                     |
| 佐野建太   | 29歳 | 大工・ミュージシャン                         |
| 山崎大雅   | 20歳 | 大学生（現:アイドル「One-X」のメンバー）     |
| クロちゃん | 41歳 | お笑い芸人                                   |
| 元メンバー | 年齢 | 職業                                                 |
| ---------- | ---- | ---------------------------------------------------- |
| 奈良歩実   | 24歳 | レースクイーン（当時:恵比寿マスカッツ1.5のメンバー） |
- MONSTER IDOL（モンスターアイドル）（2019年）
  - 初となるプロデュース系の企画であり、連続シリーズの第2弾[77]。全6話。提唱者はたむら。
  - プロデューサーに抜擢されたクロちゃんが、一から女性アイドルグループを作り上げていく。候補者16名からのメンバー選び・曲・歌詞・ダンス(振付師はアイナ・ジ・エンド（当時BiSH）)などを、WACKの全面サポートの上でクロちゃんが全面プロデュース。
  - クロちゃんの好み・センスによる審査、その他のルールといった決定権などもクロちゃんに任され、候補者とプロデューサーによる沖縄合宿が4日間に亘って行われた。合宿には一次審査を通過した8人が参加して1日1人ずつクロちゃんによって脱落者が決められ、最終的には4人まで絞られた。同企画でもクロちゃんの常軌を逸した行動の数々[注 77]について非難を浴びた。
  - 合格したメンバーはWACKから正式にアイドルデビューとなり[78]、沖縄合宿を突破したナオ・アイカ・ハナエ・ミユキの4人は実際に「豆柴の大群」としてデビューした。最終回となる生放送ではクロちゃんの私情によって落とされたカエデの加入が、WACK代表取締役の渡辺淳之介により提案・決定された。
  - 企画終了後も豆柴の大群の活動とリンクする形で、クロちゃんメインのセカンドシングル発売企画・ドミノ企画・ダイエット企画がそれぞれ放送された。

- MONSTER LOVE（モンスターラブ） （2022年）
  - 連続シリーズの第3弾、全6話。提唱者は藤本。
  - 9人の女性の中から、クロちゃんが最も好きな人を選ぶ恋愛企画。2022年4月6日に番組で募集した「クロちゃんのことが本気で好きな女性」が参加しているが、数名は「クロちゃんを好きではない女性」が混ざっている。
  - 初回では9人とクロちゃんでの会食パーティーを実施し、2人が脱落した。第2話以降は前作同様、4日間の沖縄合宿を敢行し、1日[注 78]1人ずつ脱落者（＝クロちゃんを好きではないと思った人）を決められ、最終的には3人まで絞られた。同企画でもクロちゃんの常軌を逸した行動の数々[注 79]について非難を浴びた。
  - しかし、「クロちゃんを好きではない女性」として参加している女性はアイドル志望であり、「1人の人間に好かれないようでは大勢の人に好きになってもらえない」という渡辺淳之介による意向の下、「クロちゃんに好きになって貰う」という課題のアイドルオーディションをクロちゃんには内緒で並行実施していたことが判明（第4回）。そして共同生活最終日時点で残留していたミク・ミナ・リチは、渡辺によって「都内某所」としてクロちゃんプロデュースの2組目のアイドルデビューが発表された。その時点で「クロちゃんのことが本気で好きな女性」が1名残っていることも判明した（第5話）。
  - 12月21日放送の最終回では、クロちゃんはメンバー3名とそれぞれデートを重ね、最終的に最も好意を持ったリチに絞り込み告白した。リチは告白を受け、クロちゃんシリーズ発足時から気になり始め好きになったと打ち明けた。憧れのアイドルになれたことや他のメンバーを考慮して悩み抜いた末、クロちゃんの告白を受け正式なカップルとなった。これにより、クロちゃん恋愛企画シリーズにはピリオドが打たれた。そしてリチは年末を以て都内某所から脱退[注 80]、翌2023年からアイドル事務所であるWACKにとって初のタレントとして活動を続ける[79]。また都内某所は、メンバー脱退に伴い新メンバーオーディションの開催を番組内で発表した。
  - 企画終了後も都内某所の活動とリンクする形でのクロちゃんリチカップルのその後・オーディション企画、熊本PR大使であるリチによる熊本ロケ企画がそれぞれ放送された。
  - 先述の「新春クロちゃんリアル人生すごろく」で与えられた権利を用いて2025年1月22日の放送回で、クロちゃんは結婚のプロポーズを行ったが、リチからは「結婚できない」「ずっと見下されてきた」「理想の彼女を演じるのは限界」と断られ破局した[80][81]。

#### 電気イスゲーム トーナメント
電気イスと椅子取りゲームを組み合わせたゲーム。芸人2名の心理戦によるバトルで、読み合いや駆け引きの中で芸人たちの本質が垣間見える内容。提唱者は小峠。「MONSTERシリーズ」と異なり不定期で連載的に放送。
最初に話し合いで先攻後攻を決定し、1回ごとに攻守を交互に持ち、最大8回まで行われる。①〜⑫と記されたイスを時計回りに置き、守備側がその中の1個にあらかじめ電流が流れるようセット。守備側は悟られぬよう電気イスへと誘導し、攻撃側はその在り処を推測して座るイスを選ぶ。回避すれば「座ったイスの番号×ポイント」が加わり、座ったイスは撤収される。逆に電気イスへ座れば電流が芸人たちを襲い、イスを残したままそれまで獲得したポイントは全て没収となる。
決着は「計3回電気イスを引く」「40ポイント先取する」「8回終了時のポイント差」の3種類。この他、「イスが残り1つになる」「残りのイスで点差を逆転できず、イスの個数または回数の関係で相手に番が回らない」場合もそこで終了となる。ただし、「点差と回数の関係で座るイスが限定され、座る前から事実上勝敗が確定している」場合については続行して決着を付ける。トーナメント総合優勝者には各試合で獲得したポイント数×1万円が優勝賞金として贈られる。
- エピソード0 （2024年6月12・19日）
  - 2週にかけて放送され、岡野・山添寛（相席スタート）・みなみかわ・小宮が出場。優勝は岡野で、SEASON1の1回戦第2試合のナレーションによれば当該回は「エピソード0的な位置付け」と説明された。岡野には賞金の他に優勝者として「電気イスゲーム トーナメントSEASON1」の出場権を与えられた。
- SEASON1（2025年11月6日 - 2025年4月30日）
  - 半年間にわたり不定期放送され、田村淳（ロンドンブーツ1号2号）・小籔・岡野・劇団ひとり・千原ジュニア（千原兄弟）・藤本・今田耕司・東野幸治が出場。優勝はジュニア。賞金を目当てに勝利が決定的な場面でもあえて見送り、ポイントを稼ぎに行く場面もあった。エピソード0にて記念すべき初戦で岡野と対戦した山添が解説を担当した。
  - ハニートラップ特別編（2025年4月30日）
    - SEASON1完結直後に藤井曰く「エピローグ戦」[82]の位置付けで放送された。2024年5月に放送されたしんいちへのハニートラップドッキリの続編で、仕掛け人の三輪晴香と三輪に導かれるがまま再びハニートラップに引っかかったしんいちによる対決。
    - 偽のデートで三輪の自宅を模したハウススタジオにしんいちを連れ込み、①～⑤の番号が割り振られた5つのインテリアを用い「性行為をしたい場所」を観点に守備側がその中の1個に電流が流れるようセット、攻撃側はその在り処を推測して寝る場所を選ぶ。決着は「計3回電気イスを引く」もしくは「4回終了後のポイント差」で決まり、獲得したポイント数×1万円が優勝賞金として贈られた。

#### 正体バレたら即脱落 マスクマン旅
色違いで同一の覆面マスクとTシャツを着用した芸能人たちが、観光ロケを通じて声や背格好、佇まいから互いの正体を探りあう企画。提唱者はスーパー・ササダンゴ・マシン、VTR上での進行はケンドーコバヤシ。
- 正体が分かるまでは各自を「赤マスク（さん）」などと呼称し、正体が分かった場合は挙手して対象者を指名し「お前、○○だろ![注 85]」と回答。正体を当てられた者はマスクを外し正体を明かした上で脱落し回答者には賞金が加算されるが、回答が不正解だった場合は回答者にペナルティとしてマスクの両目どちらかまたは口の部分から1箇所を剥がさなければならない。ただしその後の指名で当てれば1度につき1箇所を元に戻すことができる。
- あくまでも観光ロケというテイのため、途中でアトラクションへの参加や食レポなども行う。写真撮影での掛け声や着替えの必要なアトラクションなど見破られる要素のある仕掛けもあり、一部は拒否も認められる[注 86]もののその場合は拒否する旨を大きな声で宣言しなければならず、声で正体を見破られるリスクを負うことになる。
- 指名の応酬の末に最後まで正体を当てられることなく残った1人が優勝、ロケ終了となる。優勝者には賞金が与えられるものの、終了後も正体は明かさず次回にてディフェンディングチャンピオンとして参加する。長期に亘り継続しているが他の連載企画とは違い放送間には大幅な間隔を空けられており、優勝者は次回のロケまで絶対に正体を隠さなければならない。その間、優勝者はSNSやホームページでの出演報告や正体の開示を禁止されている。

## エピソード

### 制作上の問題
前述の通り過激な演出や編集を厭わないという特徴からそれに対して賛否の声が上がることも少なくなく、中には明確に問題視されたものも存在する。
- 2015年1月28日放送 - 『ブックオフの福袋買うヤツ どうかしてる説』
  - 放送時、ブックオフ以外にも正月に販売されていた意外な福袋として「100円ショップ」の福袋について紹介したが、その際に「得得屋」三鷹店で販売されていた福袋を承諾なく取り上げ、実際には用意された福袋は完売したところを「売れなかった」と事実に反する表現及び、店名の「得得屋」を「得々屋」と誤表記したことを同年2月4日放送回で謝罪した[83]。また上記の『ブックオフの福袋買うヤツ どうかしてる説』にて、ブックオフの福袋をあたかも中身に価値がないかのような誤解を与えたことや、店側に企画内容の事前説明を怠ったとして同年2月18日放送回で謝罪した[84]。
- 2016年2月3日放送 - 『水戸なら今でも印籠の効果あるんじゃないか説』
  - 「水戸黄門の印籠は今でも通用するのか?」をテーマにした実験を茨城県水戸市で検証した中で、黄門一行役の演者がヤンキー風の男性数名に囲まれ罵声を浴びせられる場面が放送された。
  - 放送後に視聴者から「（水戸市に）観光に行こうとしたが治安が悪くなったためキャンセルした」などと水戸市に苦情が寄せられ、市が調査した結果「放送内容は虚偽によるもので市のイメージが損なわれた」として、市は放送倫理・番組向上機構（BPO）に同年3月2日までに意見書を提出したことを明らかにした。今回の意見書提出についてTBSは「誠意をもって対応する」とコメント[85]。BPOの放送倫理検証委員会は同年3月11日、今回の件について審議の対象とはしないことを表明した[86]ものの、武田信二TBSテレビ社長（当時）は同年3月23日、同局の定例会見の場で「水戸市及び水戸市を愛する方々に（今回の一件で）大変な不快な思いをさせてしまった」と謝罪し[87]、番組公式サイトにお詫びが掲載された。
  - この一件以降、VTR内のランキングなどに茨城県が登場すると「あの茨城県」とナレーションが入るようになったり、日本各地の花見会場のゴミを集めて津軽海峡を渡る企画では水戸市の花見会場にゴミが見当たらないことに対してしつこい程に「水戸」を繰り返し過剰に褒めそやすなど、水戸市や茨城県が登場する企画で水戸市・茨城県のイメージを上げる演出が多数見られる。
- 2016年5月31日収録 - 『クロちゃん どこかに閉じ込められてもTwitterさえあれば助けてもらえる説』
  - Twitterの番組公式アカウントおよび、クロちゃんのアカウントを利用しての検証を実施。関東近郊のマンションの一室に監禁されたクロちゃんが、部屋の間取りや周辺から聞こえる音などの情報をTwitter上に公開、それを基にユーザーが監禁場所を推理して実際に出向いて助け出せるかの検証が行われた[88]。しかし、ユーザーの推理によって有力とされたマンション（実際に監禁された場所ではない）に多くのユーザーが出向き、周辺住民による警察への通報及びパトカーが到着し騒動となったことや、一部の悪意あるユーザーによって偽の位置情報や偽の発見情報等が発せられ混乱が生じたため、翌6月1日未明に番組公式アカウントから企画の中止及び終了・お詫びが発表され、それに伴いクロちゃんも解放された[88]。さらに番組公式サイトにも本件に関するお詫びが掲載された。なお、企画の一部（クロちゃんが黒服に拉致されるシーン）は6月15日放送のオープニングで僅かだが放送された他、企画内で使用された「チンチロリンセット」「ペリカ紙幣」などは他の説で登場している。
- 2016年12月21日放送 - 『偉人の子孫 教科書で自分の先祖に落書きしない説』
  - 石川啄木の「ひ孫」として紹介した人物が、「遠縁」ではあるものの「子孫」「ひ孫」ではなかったとして2017年2月1日放送回で謝罪した[89]。
- 2018年6月20日放送予定 - 『ジョジョの鉄塔システム生活 第2弾』
  - 当初は放送予定だったが6月18日早朝の時点で放送内容の差し替えが決定した。その後6月21日の報道では、同企画の最初の参加者であるナダルを恵比寿の路上で強引に拉致していたところを通行人が目撃、「男が車に押し込められ連れ去られた」といった通報が警視庁に多数寄せられ誘拐の疑いで捜査を開始。その後、拉致に使用した車が番組の物であることが分かり、関係者への事情聴取を経て企画などの事情が判明したため、警視庁から関係者に対し厳重注意がなされたことが発覚した[90][91]。
  - 松本はレギュラーコメンテーターを務めていた『ワイドナショー』（フジテレビ）にて「本当に申し訳ないです。ちゃんとやらないといけないんですが。言い訳をするつもりはないんですが、ストレートにストライクを取りに行く番組じゃない。スレスレのところを狙ってたまにデッドボールが出ちゃうんですが、今回はビーンボール（故意）ではなく、すっぽ抜けちゃったというか…」とコメントした[92]。
  - その後、2019年5月8日放送分でななまがりを収録用の小屋に監禁した際には拉致ではないことを示した他（後述）、同年5月15日放送分で仕掛けたドッキリ内でロッシーから警察への通報を仄めかされた際に、「その名前を出されると弱い」のテロップとナレーションが挿入された上で仕掛けを終了するという、一連の騒動を踏まえた演出があった。
- 2018年12月26日放送 - 『モンスターハウス』及び同年12月27日実施予定 - 『真モンスターハウス』
  - 12月26日放送分では番組終盤が生放送（この日は23:54までの2時間スペシャル[注 87]）となり、番組最後に視聴者に対してこれまでのクロちゃんの所業を許せるか否かをデータ放送による国民投票で実施。「許せない」が半数を超えた場合は「24時間×『許せない』の得票率」分、としまえんの特設ステージに設置された檻に入れられ一般人の見世物にされる（51%であれば12時間14分、100%であれば24時間）というルールだったが、結果は95%が「許せない」に投票したため22時間48分間檻に入れられることが決定。放送終了後から公開され、営業時間外であっても無料で入園しての見学が可能だと告知された。
  - しかし放送終了直後の公開から大勢の視聴者が集まり、檻の前に設置されたバリケードが破壊されたり、園内の自動販売機に登ったり、フェンスが破壊されるなどの騒動に発展し、また、その周辺では渋滞などによる騒音での110番が相次ぎ警察が出動する騒ぎとなったため、公開開始から1時間後の27日1時頃にクロちゃんを避難させ夜間の公開が中止となったが、1時間半後の2時半頃に企画自体の中止がTwitter番組公式アカウントで発表された[93][94]。
  - 翌年（2019年）1月9日放送分のエンディング後には謝罪のメッセージが表示された[95]。

- 2022年7月6日放送 - 『説教中の「帰れ!」額面通り受け取るわけにはいかない説 第2弾』
  - この説では出演者が後輩を叱責し帰宅させるまでの時間を競った。そして出演者の一人であるチャンス大城から説教を受けた後輩のインタレスティングたけしが口ごもってしまい困る様子をスタジオ内で面白がるシーンが放映された。これを受けて、非営利組織（NPO）法人である日本吃音協会は2022年8月1日までに「吃音者に対する差別と偏見を助長するもの」だとして、TBSテレビに抗議文を送付した旨を同日明らかにした。またインターネット上でも番組の演出について賛否が分かれた。しかし、インタレスティングたけしは「またテレビジョン出たい!!」とコメントしているなど、協会の対応についても賛否が分かれた[96][97][98]。
  - その後、2024年2月14日放送『インタレスティングたけし芸人引退ドッキリ』にてインタレスティングたけしが再出演した。このコーナーでは、前回の出演により協会や世間から非難されたことでインタレスティングたけしが芸人を引退するという内容のドッキリがチャンス大城をターゲットに行われた。このコーナーを通して障害者が芸人をすること、テレビへの出演についての論考がスタジオ内で行われた。

- 2022年10月12日放送 - 『芸能人の地元探れば元カレ元カノぐらい簡単に見つかる説 第2弾』
  - この説では数名の芸能人の地元で聞き込み調査を実施して元交際相手を捜索し、その芸能人のかつての姿をインタビューする検証を行なった。その中で放送1ヶ月前の同年9月13日に、強盗致傷事件関与の疑いで逮捕された男性が「ある芸能人の元カレ」を自称する男性として出演していたが、そのシーンをカットせずに放送していたことが後に週刊文春の取材で発覚した[99]。それに伴い、当該回はこの説の後の企画（国道ラーメンマラソン）も含めて配信を取りやめた。

- 2024年8月21日放送 - 『番組終了デマ拡散王決定戦』
  - 番組終了のデマ拡散王決定戦にてデマの拡散経路と拡散相手を特定する際、「日本テレビ『DayDay.』総合演出」の人物にデマ情報が拡散されたという内容がVTRで取り上げられた。だが実際は「同番組を含め複数の放送局で番組制作に携わる別人物」へ伝わっており、その拡散経路は誤りであった。[100]。同件について2024年8月29日に公式サイトおよび番組公式Xにて謝罪[101]のコメントを発信し、該当人物に情報を吹聴させたとされるお見送り芸人しんいちも引用リポストで謝罪した[102]。

- 2024年8月28日放送 - 『コロナ対策、いまだに現役バリバリの現場があっても従わざるを得ない説』
  - 新型コロナウイルス感染症が2023年5月に「5類感染症」に移行し、感染症の世界的流行に伴う行動制限が緩和されたのにも関わらず、過剰なまでの感染対策を施された偽のテレビ番組収録現場に困惑する芸人の姿を通じて、新型コロナ流行のピーク時に芸能界で徹底されていた過剰な感染対策を風刺する内容の検証を実施した。しかし放送時点でも感染症の流行は続いており、持病を持つ者などは今もなお厳しい感染対策が必要であることから、その内容を通じて物議を醸した[103]。
  - 「女性自身」は一部のスポンサーも不快感を示し降板した事が報じた[104]。一方でBPOの青少年委員会では、「当時は滑稽な情景が国内にもあったが、それを滑稽な状況として演出するには時期が早過ぎたのではないか」などの意見が挙げられたが、「討論」には至らなかった[105]。

- 2024年10月30日放送 - 『みんなの説SP』
  - 当該回の「みんなの説」で提唱された以下の2つの説が問題視された。放送後、Xには批判的な書き込みが相次ぎ、森田まさのりも自身のXアカウントで批判している[106]。
    - 上半身裸のクロちゃん（安田大サーカス）に球速300キロのピンポン玉をぶつける「ピンポン玉ならどれだけおもいっきりぶつけられても痛くない説」
    - 酒井貴士(ザ・マミィ)を理髪店でのシャンプー中に水の張った洗面台に顔面を押しつけられるドッキリを実施する『床屋でのシャンプー中に水責め不可避説』。

  - BPOの青少年委員会は以上の2説について、「『痛みを伴うことを笑いの対象とするバラエティー』に関する見解」で問題視した展開だと指摘し、拷問や殺人に用いられる方法が子供の模倣に繋がる可能性を懸念し、討論を継続している[107]。

- 2025年2月19日・26日放送 - 『ひょうろく人間性最終チェック ひょうろくとケンケンの冬休み』
  - ひょうろくの人間性を明らかにするため、ひょうろくの兄の隠し子・ケンケン（という設定の子役）を預けさせる長期ドッキリを敢行。2月19日の前編では、ケンケンがひょうろくの地元の実在する学校名を挙げた上でいじめを打ち明けるドッキリを仕掛けた。
  - その後、実在する学校および関係者より、「現実と架空の区別が曖昧な放送内容で、誤解や偏見が助長される事態を引き起こしかねない」という趣旨の指摘され、2月25日に番組HPとXで、「今回番組で放送した内容は、実在する小学校および児童とは一切関係のない「演出上の架空の設定」でした。実在する小学校の在校生と保護者の皆様方、教員の皆様方、および関係者の皆様方にご不快な思いをさせてしまったことを深くお詫び申し上げます。」と謝罪した[108][109]。
  - 2月26日に行われたTBSテレビの定例記者会見においても、同局社長の龍宝正峰が「関係者の皆様にはおわび申し上げたい」と謝罪した。同局は編集の時点で同名の学校が実在することを把握していたが、番組内でどっきり企画だと再三説明していたこともあって、該当のテロップや音声にモザイク処理や自主規制音などは行わずにそのまま放送してしまったと述べている[110]。なお、26日放送と告知されていた「後編」は通常通り放送された。

### 受賞歴
放送内容がしばしば問題となる一方で、検証内容について放送文化的価値を認められたものも存在し、5作品でギャラクシー賞月間賞を、1作品で放送文化基金賞を受賞している（2023年7月現在）。
- 2015年7月15日放送 - 『徳川慶喜を生で見た事がある人 まだギリこの世にいる説』
  - ギャラクシー賞2015年7月度月間賞（2015年度テレビ部門奨励賞）受賞。
  - 江戸幕府15代将軍・徳川慶喜（1913年死去）を生で見たことのある人がまだ存命しているのではないかとの仮説の下、高齢者施設や役所などを通じて102歳以上の高齢者に対してインタビューを重ねた結果、105歳の女性から「日本橋の髙島屋と白木屋の間くらいを行列を従えて歩く慶喜を見たことがある」という証言を得た[111]。
  - この証言について専門家に検証を依頼したところ、明治44年に架かった日本橋の銘板を書いたのが慶喜であり明治45年に日本橋へ出向いたという記録も残されていたことから、証言が事実で「説を裏付ける間接的な証拠」であることが証明された[112]。
  - これに対し放送批評懇談会は「これまでもさまざまな興味深い説があったが、『慶喜を生で見たことがある人ギリまだこの世にいる説』は出色。102歳超えの人たちの話がとにかく興味深い。子供のころ、村に1人はちょんまげの人がいた、という話には、光景が目に浮かび顔がほころんだ」と選評を寄せた[113]。
- 2017年6月7日放送 - 『先生のモノマネ プロがやったら死ぬほど子供にウケる説』
  - ギャラクシー賞2017年6月度月間賞（2017年度テレビ部門奨励賞）受賞。
  - ものまねタレントの神奈月・ホリ・エハラマサヒロ・ミラクルひかる・みかんが「モノマネのプロ」として山梨県の中学校に出向き、授業の見学や生徒・同僚教師への取材及び打ち合わせを重ねて先生の仕草や口癖などを研究。後日にて5人それぞれが生徒の前へサプライズ登場し、モノマネを披露した。結果的に総じて生徒の「爆笑」を誘った[114]。
  - これに対し放送批評懇談会は「『先生のモノマネ、プロがやったら死ぬほど子供にウケる説』という企画が抜群の出来だった。モノマネ芸人がやる自分の学校の先生のモノマネに涙を流して笑う生徒たちに、モノマネ芸の原点を見る思いがした。また、モノマネ芸人たちが先生へのインタビュー、ネタ作りの会議など準備をしている様子を逐一見せる構成も優れていた」と選評を寄せた[115]。
  - 受賞に際して藤井健太郎は「今回は、図らずもハートフルな企画になってしまいました」とコメントを寄せている[115]。

以上の2企画は2020年5月20日に再放送が行われた。
- 2019年5月8日放送 - 『新元号を当てるまで脱出できない生活』
  - ギャラクシー賞2019年5月度月間賞受賞。
  - 5月1日の改元（平成→令和）に合わせた改元特別企画として、番組史上初めて1つの説のみで放送。新元号発表前日の3月31日、番組スタッフから埼玉県某所に位置する「平成荘」に連行されたななまがりが[注 89]、そこで新元号を当てられるまでは外に出られないという生活を行なった[14]。支給されるポイントや定期的に実施されるチャンスタイムで得られたポイントを、生活用品やヒントなどの購入に利用できるのが特徴であり、総画数・読みの頭文字・漢字などの一致度に応じて光るランプのヒントなどを活用して最終的に98時間40分（4日強）・921回の解答で「令和」を導き出した[116]。
  - これに対し放送批評懇談会は「新元号『令和』を当てるまで帰れないという企画。単に芸人を過酷な状況に追い詰めるのではなく、生活用品やヒントをポイントに応じて購入できるようにしたり、そのヒントのさじ加減が絶妙。それを解こうとする意思と力を持った芸人だからこそ正解の時の感動が大きかった。やりたい放題に見えてロジカルに考え抜かれた演出が効いていた」と選評を寄せた[117]。
  - 新型コロナウイルス感染拡大防止による収録休止を受け、2020年4月29日（昭和の日）に再放送された[118]。

- 2021年9月29日、10月6日放送 - 『おぼん・こぼん THE FINAL』
  - ギャラクシー賞2021年10月度月間賞、第48回放送文化基金賞テレビエンターテインメント番組部門・最優秀賞を受賞。
  - 芸歴50年以上の大ベテランでありながら、コンビ仲が冷え切ってしまったおぼん・こぼんの関係修復を図る企画。提唱者はナイツ。番組では極めて異例の前・後編の2週に分けて放送され、ギャラクシー月間賞は後編での受賞[119]、放送文化基金賞は前後編合わせての受賞となっている[120]。
  - 本企画は2019年2月27日放送の『芸人解散ドッキリ 師匠クラスの方が切ない説』に端を発する。仕掛け人のおぼんが、こぼんに対しコンビ解散を持ち掛けるドッキリを行うものだったが、おぼんより先にこぼんが解散を口にするなど会話がヒートアップしてしまい、ネタばらしのため割って入ったナイツにこぼんが激怒しておしぼりを投げつけるなど険悪なムードに終わる[121]。ここで2人の不仲が印象付けられたことにより、同年7月3日には『おぼん・こぼんでも催眠術さえあれば仲直りできる説』として十文字幻斎が2人に催眠術をかけて仲直りさせるよう試みたが失敗[122]、さらなる続編として本企画が放送された。前編では『ファミリーヒストリー』（NHK）をパロディした『おぼん・こぼんヒストリー』としてコンビの歴史と不仲に至った経緯を掘り下げ[123]、「FINAL」と銘打った後編ではこぼんの娘である泉水いづみの結婚披露宴に2人が出席。家族やマネージャー、ナイツらの説得を受けて握手の末に和解、即興漫才を披露するまでを放送した[124]。
  - 放送批評懇談会の選評では、「2年前の『解散ドッキリ』だけで終わらせずに長期に亘って仲直りを試み、その過程を見事にエンターテインメントに昇華させた。『水曜日のダウンタウン』だからこそ撮れた緊張感と説明し難い人間の複雑な感情に溢れた人間ドキュメンタリーだった」と評された[22]。

- 2023年6月21日放送 - 『昭和はむちゃくちゃだった系の映像、全部ウソでもZ世代は気付かない説』
  - ギャラクシー賞2023年6月度月間賞を受賞。
  - 『ダウンタウンvsZ世代』のような昭和世代とZ世代が対立構造でジェネレーションギャップを楽しむバラエティ番組のフォーマットを逆手にとり、昭和のとんでもない文化の情報が全てウソでもZ世代は信じてしまうのではないかという仮説を、架空のバラエティ番組「令和に語りたい! 昭和レトロ話」を舞台に検証。ジュニア進行の下、昭和世代のタレント（藤本・伊集院光・ケンドーコバヤシ・中尾彬）が初見となるウソの昭和文化の証言や映像を下に、Z世代のタレント（山之内すず・古川結菜・木村伊吹・松本勇輝）へ向けて解説した。「不良生徒はドーベルマンに追いかけられる」など時代背景を誤った一部のエピソードにはZ世代の山之内を中心に厳しい指摘[125]を入れられたものの、伊集院をはじめとする昭和世代のタレントによる論理的かつ説得力のあるプレゼンと補足説明[126]によって、最終的には信じ込ませることに成功した。
  - 放送批評懇談会の選評では、「ウソででっちあげた昭和のトンデモ習慣をZ世代がどこまで信じるかという、フェイクを逆手にとりエンターテインメントとした企画が出色。各人が役割を果たし企画を推し進める昭和世代チームの昭和的フォーメーションにも感心した」と評された[127]。

またインターネット配信を開始して以降、本番組の配信サイトでの再生回数が非常に多いことから以下の賞を受賞している。
- TVerアワード2021 バラエティ大賞
- TVerアワード2022 バラエティ大賞[128]
  - 2022年の本番組において、「MONSTER LOVE」企画にレギュラー出演したクロちゃんは自身の出演番組をTwitterで取り上げ、「TVer見てね」などと多数ツイートをしていたことから、特別賞（SNS）を受賞した。
- TVerアワード2023 バラエティ大賞[129]
  - 2023年の本番組において、11月15日放送『犯人を見つけるまでミステリードラマの世界から抜け出せないドッキリ、めちゃしんどい説 第2弾〜完結編』が最も多く再生された回であったことから、同説で探偵となった津田とその助手を務めたみなみかわにはトロフィーと賞状が授与された。
- TVerアワード2024 バラエティ大賞[130]

### その他
- 2017年9月27日に発表された当番組ディレクターの児童買春・ポルノ禁止法違反
  - 武田社長の定例会見において、番組担当ディレクターの制作会社社員が違反の疑いで逮捕されたことを明らかにした[131][132]。2016年9月11日、当時中学三年生の女子2人とホテルの一室でわいせつな行為を行い、それぞれ15000円ずつを支払ったという。更に翌月、そのうちの1人を再び呼び出し、35000円払うという約束のもと買春行為に及んだ。警察の調べに対して事実を認めているという[133]。今回の不祥事について、当時編成局長だった伊佐野英樹（現・取締役）は「誠に遺憾。今後は（人間として）引き続き正してやっていくことである」とコメントした[131]。

- 2020年7月5日収録・7月22日放送 - 『ネットニュースになるまで帰れません』におけるフワちゃんの言動
  - 当企画においてフワちゃんは収録日が2020年東京都知事選挙の投票日であったことに絡め、ロケ中に投票したのち東京都庁舎の前で記念写真を撮影し、投票を報告するツイートを投稿して反響を得た。

放送批評懇談会はこの模様について「テレビとネットを見極めた特筆すべき才能を見せた」と評し、『徹子の部屋』のフワちゃん出演回（テレビ朝日・2020年7月10日）と共に、フワちゃん個人に対しギャラクシー賞月間賞を授与した[134]。
- 2024年4月3日収録・5月29日放送 - 『タッグ相撲最強コンビ決定戦』における骨折事故
  - 千葉県内の相撲場で、番組企画「タッグ相撲」のため別の出演者と「2人対2人」のコンビ同士で相撲を実施した際、布川ひろき（トム・ブラウン）が土俵上で倒れた直後に痛みを訴えた。医療機関で検査した結果、左足人差し指の先を骨折していたことが分かったという。全治1カ月で、TBSは「スポーツトレーナーを配置するなど、安全性に細心の注意を払っておりましたが、布川さんにケガをさせてしまったことについて、大変申し訳なく思っております」と謝罪した[135]。TBSは当該企画の放送は検討中としていたが、布川の相方であるみちおはXで「布川の命の炎、放送是非見てください」と放送を示唆したコメントをしている[136][137]。その後、同年5月29日に骨折の様子を含め放送された。

## DVD
収録内容
- 『松本人志 メキシコからきた謎のマスクマンとしてプロレス会場に登場してもバレない説』
- 『ビートたけし 本気で弟子を売る気ない説』
- 『タレント本 出すと危険説』
- 『FBI透視捜査官だったらアメリカ横断ウルトラクイズの〇×にダイブするヤツ 問題が分からなくても泥まみれにならない説』

初回数量限定盤には、DVDオリジナルデザイン「エル・チキンライス」Tシャツが特典として付いてくる。
収録内容（みんなの説SP）
- 『黒板消しのあのイタズラ 成功率0%説』
- 『マンガのあるある 成功率0%説』
- 『大友康平 普通にも歌える説』
- 『クワマンの箸の持ち方 信じられない説』
- 『ジャイアントスイング かけた方とかけられた方のダメージとんとん説』
- 『「おべんとうばこのうた」のおかず 渋すぎる説』
- 『布袋のギターを遠目から携帯で撮影するとQRコードと認識され どこかのホームページに飛ぶんじゃないか説』
- 『漢字4文字以上の苗字で名前が3文字以上の人の親 どうかしてる説』
- 『村会議員なら誰でもなれる説』
- 『香川県のそば屋でうどん置いてる店 マジで0軒説』
- 『ハイキングウォーキング もうさすがにコーラ一気飲みしてもゲップせずに山手線の駅名全部言える説』
- 『目出し帽 犯罪者しか買ってない説』
- 『ボルゾイを飼っている人の自宅 豪邸説』
- 『今の小学生 かっけ検査しても反応しない説』
- 『ボロボロの自販機 実は中身入ってるんじゃないか説』
- 『ホトトギス 肝心の鳴き声 誰も知らない説』
- 『とにかく明るい安村の全裸に見えるポーズのネタ ものすごく太っている人なら穿いていなくても安心説』
- 『最も足の臭い芸能人 ドクターフットに聞けば分かる説』
- 『半チャーハン 半分より少ない説』
- 『誕生日ケーキのロウソク 80本が限界説』
- 『ドリフのセット転換の曲をかけたら店の回転率上がる説』
- 『クールポコ。 ネタをやり続ければマジで餅完成する説』
- 『小さい「ヮ」 シークヮーサー以外に使い道ない説』
- 『ヘッドスライディング 赤字説』
- 『ネット検索のヒット数 最も多い芸人「和牛」説』
- 『井森ダンス もう見られない説』
- 『芸人の宣材写真 総じて古すぎる説』
- 『サーティワンのダブル 同じ味で頼むヤツ0人説』
- 『ぼんちおさむ 溜めて言えば何でも面白い説』

初回数量限定盤には、オリジナルランチバッグが特典として付いてくる。
収録内容（勝俣VS矢作SP）
- 『勝俣州和 ファン0人説』
- 『勝俣州和の名前を漢字で書ける一般人 0人説』
- 『勝俣州和の自伝が電車の網棚に置かれていても持って帰る人 0人説』
- 『林家ペー ピンクの服しか持っていない説』
- 『ハマダー生存説』
- 『浜田の似顔絵を描かせたら全員くちびるを強調する説』
- 『「結果発表」のコールが日本一上手いの浜田雅功説』

初回数量限定盤には、特製マフラータオルが特典として付いてくる。
収録内容（クロちゃんSP）
- 『「早朝」をつけたら何でも面白くなる説』
- 『早朝シリーズ第2弾「早朝十種」』
- 『帰巣本能 ハトよりヒトの方が優れてる説』
- 『SNSを張り込んでいれば芸能人に会える説』
- 『SNSを張り込んでいれば芸能人に会える説』第2弾
- 『クロちゃん TBSの連ドラ出演が決まってメチャクチャ勘ぐってる説』
- 『芸人のお馴染みのくだり 素人にフラれてもなんだかんだでやる説』
- 未公開映像：クロちゃん連行シーン未公開集

収録内容（ミックスルールSP）
- ジャイアント白田VS篠原信一『大食い×柔道』
- お坊さんVSベン・ジョンソン『正座×100ｍ』
- アーチェリー・山本博VSジョッキー・別府真衣『流鏑馬対決』
- ジャイアント白田VSプロボウラー・川添奨太『大食い×ボウリング』
- ジャイアント白田VSクイズ王・古川洋平『大食い×クイズ』
- 五目並べ名人VSフードファイター『五目並べ×わんこそば』
- 『歌うまスポーツマンNo.1決定戦』
- 未公開映像：『歌うまスポーツマンNo.1決定戦』シミュレーション集

第4巻・第5巻を収めた初回限定特別版DVDボックスには、全高約70ミリの「浜田雅功ベアブリック」および「エル・チキンライス ソフビ（ブルマァク新復刻版）購入コード」を封入。
収録内容（ドッキリSP）
- 『2014年 一番ドッキリにかけられたの俺説』
- 『2015年 一番ドッキリにかけられたの俺説』
- 『どんなにバレバレのダメドッキリでも芸人ならつい乗っかっちゃう説』
- 『「お会計はもう頂いております」のやつ 毎食続いたらめちゃくちゃ怖い説』
- 『逆ドッキリ 逆逆逆くらいまでいくと疑心暗鬼になる説』
- 『「開けたら人がいる」が結局一番怖い説』
- 未公開映像：バイきんぐ小峠への予告ドッキリ未公開集

収録内容（松野明美SP）
- 『アスリートが仕掛け人のドッキリ 大根すぎて逆に面白いんじゃないか説』
- 『松野明美を超える大根などいない説』
- 『有名人の身内 気をつけないと悪いモノマネ芸人にオレオレ詐欺で騙される説』
- 『モノマネオレオレ電話 第2弾』
- 『松野明美 何でも信じる説』
- 未公開映像：ガチっぷりが伝わる松野明美のオフショット

第6巻・第7巻を収めた初回限定特別版DVDボックスには、全高約70ミリの「松本人志ベアブリック」および「エル・チキンライス ベアブリック100% 応募券」を封入。
収録内容（みんなの説SP②）
- 『ボビー・オロゴン 白くしたら○○にソックリ説』
- 『ダンソンでホンモノの鹿よってくるんじゃないか説』
- 『腕時計を見る時 全員グー説』
- 『内藤大助 DJ KOOに扮装して街を歩いてもバレない説』
- 『「婆さんや」と言う爺さんいない説』
- 『五木ひろし 握力強い説』
- 『スタン・ハンセンのあの雄叫び 実は「ウィー」ではない説』
- 『「田中」のハンコ ひっくり返したら「中田」でもいける説』
- 『東京23区のぼっとん便所 絶滅説』
- 『芸人の名前だけでいい感じの歌詞作れる説』
- 『リウマチに効かない温泉などない説』
- 『富士サファリパークの歌の人 和田アキ子のモノマネメチャクチャ上手いんじゃないか説』
- 『「ウンコ」さん「チンコ」さん 存在する説』
- 『「ウンコ」さん「チンコ」さん 存在する説』続報
- 『バンジーの直後 ちょっと身長伸びてる説』
- 『布袋のギター あみだくじも出来る説』
- 『猿ぐつわ そこそこ喋れる説』
- 『林先生 針すなおが似顔絵描いたらメチャしっくりくる説』
- 『雨の日はフィレオフィッシュがよく出る説』
- 『ハリセンボン春菜 じゃねーものだけでカルタ作れる説』
- 『背中にバカとかの紙を貼られるイタズラ 自力で気付くの不可能説』
- 『剣道部の小林 あだ名ケンコバ説』
- 『おじさんのシュート トーキック説』
- 『「どしどし」の後に続く言葉「応募」以外ない説』
- 『いなごの佃煮に虫が入っていても「すみません、虫入ってるんですけど」とは言わない説』
- 『誰もいない部屋にプロレスマスクがあったら誰でも一度は被ってみたくなる説』
- 『「ゆで太郎」創業者の写真 盛ってる説』
- 『貞子の曲 タイトル誰も知らない説』
- 『電話で音声が途切れた時 「もしもし」いろんなパターンで言う説』
- 未公開映像：お蔵入り『みんなの説』

収録内容（バレずに押忍SP）
- 『びんぼっちゃまスタイルの服 立ち回り次第でバレずに1日過ごせる説』
- 『びんぼっちゃまスタイルの服 立ち回り次第でバレずに1日過ごせる説』第2弾
- 『早弁先生』
- 『どんなにバレバレのダメドッキリでも芸人ならつい乗っかっちゃう説』第2弾
- 『空手家 日常会話でも「押忍」ついつい出ちゃう説』
- 『ミスター押忍でも催眠術かけられたら「押忍」言えなくなる説』
- 未公開映像：ダメドッキリ未公開集

第8巻・第9巻を収めた初回限定特別版DVDボックスには、「『Kick & Loud“浪速 City Lights REMIX"/GEISHA GIRLS feat. 石野桜子 Remixed by PUNPEE & 水曜日のダウンタウン“OPENING THEME"/PUNPEEを収録した特典CD』」および「エル・チキンライス ベアブリック100% 応募シート」を封入。
収録内容（クロちゃん 未来と嘘と恋SP）
- 『「起きたら人がいる」が結局一番怖い説』
- 『リアルクロちゃん』
- 『寝たら起きない王決定戦』
- 『フューチャークロちゃん』

初回数量限定盤には、オリジナルデザイン「目隠しクロちゃん」ソフビフィギュアを封入。
収録内容（おぼん・こぼんSP）
- 『芸人解散ドッキリ 師匠クラスの方が切ない説』
- 『おぼん・こぼんでも催眠術さえあれば仲直りできる説』
- 『おぼん・こぼんヒストリー』
- 『おぼん・こぼん THE FINAL』

初回数量限定盤には、オリジナルデザインのおしぼりを封入。

## スタッフ
- ナレーション：服部潤
- 構成：高須光聖、興津豪乃、大井洋一、矢野了平、成瀬正人、飯塚大悟、大西右人
- TM：五藤寛丈（TBSテレビ）
- TP︰持田真悟（2024年7月 - ）
- TD：坂口司
- CAM：中野真悟
- VE：松吉英(秀)明
- 音声：宮田佳奈子
- 照明：木村郁恵
- ロケ技術：SWISH JAPAN
  - ロケCAM︰山崎弘稀
  - ロケ音声︰川越夏菜
- 音効：石川良則
- 美術プロデューサー：杉山智之（以前は美術制作）
- 美術デザイナー：松沢光祐
- 美術ディレクター：三枝善治郎（以前は美術制作）
- 装置：坂本進
- 電飾：大平絵梨子
- 装置操作：増田圭佑
- アクリル装飾：井上惠介
- 小道具：田村健治（一時離脱→復帰）
- 持道具：上井柊弥
- 編集：関美幸、高橋雄人
- MA：市川徹、中村裕子（中村→一時離脱→復帰）
- 衣裳：須田理夢
- スタイリスト：なお（浜田雅功担当、Office MAKISE）
- メイク：Office MAKISE（浜田雅功担当）
- ヘアメイク：梅原恵里（以前はメイク、一時離脱→復帰）
- TK：伊藤佳加
- 機材協力：東京オフラインセンター
- 協力：BACK-UP MEDIA
- 曲：PUNPEE
- CG：ODDJOB、榛葉大介（PDB）
- 宣伝：小山陽介（TBSテレビ）
- リサーチ：田中奈緒、ジーワン
- 編成：髙田脩（TBSテレビ、以前は高田表記でディレクター→一時離脱→編成）
- 配信：川元崇史（TBSテレビ、2024年7月 - ）
- デスク：松崎由美（シオプロ）
- 制作進行︰梅津菜々穂（ダイジョブス、2024年6月19日 - ）
- AP：新貝元章（ゲンカイエンターテインメント）、竹井晶子、佐藤恵里、永田千智、鮎川雅江・榛葉崇太・後藤歩（共に吉本興業）
- ディレクター：水口健司（シオプロ）、佐々木卓也、村中良輔（FAT TRUNK）、久野公嗣/池田哲也（ステイ）、松本健人、木村琢人、吉池(地)淳悟、姜大植、田中健志郎、原田直樹
- 協力プロデューサー：嶋川雅和（吉本興業、2022年7月13日 - ）、今瀧陽介（バックアップメディア、以前は制作プロデューサー）
- 監修：柳岡秀一（charlie's ZORO）
- プロデューサー：須藤駿・大畑合・志賀大士（共にTBSテレビ、須藤以外全員→2023年5月24日 - 、須藤→2024年3月6日 - 、以前はディレクター→一時離脱、志賀→以前は2022年7月13日 - 2023年4月まで担当プロデューサー）
- 演出：藤井健太郎（TBSテレビ、以前はプロデューサー兼務）
- 制作プロデューサー：坂本義幸（TBSテレビ、以前は担当プロデューサー→プロデューサー→チーフプロデューサー）
- 制作協力：吉本興業
- 制作：TBSテレビコンテンツ制作局バラエティ制作三部（2020年6月までは制作局、2021年9月まではコンテンツ制作局バラエティ制作一部）
- 製作著作：TBS

### 歴代のスタッフ
- 構成：渡辺真也[注 90]
- TM：山下直・丹野至之・小澤義春・荒木健一・森和哉・鈴木昭平（共にTBSテレビ、鈴木→以前はVE→一時離脱）
- TD：廣田雅之、石毛雄己、山根卓也（山根→TBSテレビ）
- CAM：山脇吉記、佐藤光一
- VE：高橋康弘（TBSテレビ）、横川友之、長谷川雄祐、對間敏文、生田史織、三上茉梨、則竹香
- 音声：稲津貴之・中村全希（稲津・中村→TBSテレビ）、瀬戸秀文、和田良介、宇野仁美
- 照明：渋谷康治
- 音効：丹羽さやか、古賀香澄
- 美術プロデューサー：山口智広・中西忠司・齊藤傑（齊藤→以前はデザイン→一時離脱）（共にTBSテレビ）
- デザイン：松田エリザベス玲子（TBSテレビ）
- 美術デザイナー：金子靖明（以前はデザイン）
- 美術制作：川崎光紘、桂誉和
- 電飾：荒谷奏子
- 装置操作：牧ヶ谷純二
- アクリル装飾：相澤香織、井上大華
- 小道具：高橋香織
- 持道具：寺澤麻由美、小松絵里子、下岸美香、畠山浩義、岩本美徳
- MA：新田領
- 衣装：岩崎孝典、原口恵里
- スタイリスト：北田あつ子（浜田雅功担当、Office MAKISE）、高堂のりこ（松本人志担当、フローティングアイランドジャパン）、利光英治郎（浜田雅功担当、Office MAKISE）
- メイク：岡葵、TEES'
- 曲：パソピー（水曜日のダウソタウソ）
- リサーチ：亀田貴誠、神山敏博、佐藤直也
- 編成：田口健介・中井芳彦・辻有一・高橋智大[注 91]・上田淳也・宮崎陽央・青木伸介・広瀬泰斗・野村和矢[注 92]（共にTBSテレビ）
- 宣伝：奥住達也（TBSテレビ）
- 配信：塩川篤史（TBSテレビ、2022年4月13日 - 2024年6月）
- デスク：玉川宏美
- 制作進行：森俊平
- AP：織田直也、花田真志、古川亜希子、近藤陽子、真壁正彦、小松航、渡辺蔵人、菊池絢子、世継栄太、島田力規王、浜田夏輝、宮里良子・杉本瑞季・手塚賢・福田菜々美（織田・花田・近藤〜渡辺・世継〜福田→共に吉本興業）
- ディレクター：横井雄一郎・田村裕之・町田有史（共にTBSテレビ）、田中良憲/日野智文、杉本真宣、三枝浩史、村居大輔・高畑忠司・大井田遼太・唐澤景一・加藤雄一朗・三宅孝司（共にTBSテレビ）、津宏典、小林悦子、遠藤悠貴、吉川司、角田瞬（オフィスクライン）、小川真人
- 制作プロデューサー：宮本稔久・谷垣和歌子・山田貢・田井中皓介（宮本〜山田→共によしもとクリエイティブ・エージェンシー、田井中→吉本興業、以前はAP）
- MP（マネージメントプロデューサー）：中川通成・中鉢功（共にTBSテレビ）
- 担当プロデューサー：渡辺英樹[注 93]・樋江井彰敏・石黒光典（共にTBSテレビ、渡辺→以前はMP（マネージメントプロデューサー）、樋江井→2021年7月14日 - 12月、石黒→2022年1月12日 - 6月、以前はチーフプロデューサー→一時離脱）
- プロデューサー：福田健太郎・田邊哲平・高柳健人（共にTBSテレビ、福田→以前は編成、田邊→2023年5月24日 - 2025年7月、以前は2021年7月14日 - 2023年4月まで担当プロデューサー、高柳→2020年4月15日 - 2025年7月、以前はディレクター→一時離脱）
- EP：安田淳（TBSテレビ）

## ネット局と放送時間
| 放送対象地域  | 放送局             | 系列                          | 放送時間                 | ネット状況 |
| ------------- | ------------------ | ----------------------------- | ------------------------ | ---------- |
| 関東広域圏    | TBSテレビ          | TBS系列                       | 水曜 22時00分 - 22時57分 | 【制作局】 |
| 北海道        | 北海道放送         | TBS系列                       | 水曜 22時00分 - 22時57分 | 同時ネット |
| 青森県        | 青森テレビ         | TBS系列                       | 水曜 22時00分 - 22時57分 | 同時ネット |
| 岩手県        | IBC岩手放送        | TBS系列                       | 水曜 22時00分 - 22時57分 | 同時ネット |
| 宮城県        | 東北放送           | TBS系列                       | 水曜 22時00分 - 22時57分 | 同時ネット |
| 山形県        | テレビユー山形     | TBS系列                       | 水曜 22時00分 - 22時57分 | 同時ネット |
| 福島県        | テレビユー福島     | TBS系列                       | 水曜 22時00分 - 22時57分 | 同時ネット |
| 山梨県        | テレビ山梨         | TBS系列                       | 水曜 22時00分 - 22時57分 | 同時ネット |
| 長野県        | 信越放送           | TBS系列                       | 水曜 22時00分 - 22時57分 | 同時ネット |
| 新潟県        | 新潟放送           | TBS系列                       | 水曜 22時00分 - 22時57分 | 同時ネット |
| 静岡県        | 静岡放送           | TBS系列                       | 水曜 22時00分 - 22時57分 | 同時ネット |
| 富山県        | チューリップテレビ | TBS系列                       | 水曜 22時00分 - 22時57分 | 同時ネット |
| 石川県        | 北陸放送           | TBS系列                       | 水曜 22時00分 - 22時57分 | 同時ネット |
| 中京広域圏    | CBCテレビ          | TBS系列                       | 水曜 22時00分 - 22時57分 | 同時ネット |
| 近畿広域圏    | 毎日放送           | TBS系列                       | 水曜 22時00分 - 22時57分 | 同時ネット |
| 鳥取県 島根県 | 山陰放送           | TBS系列                       | 水曜 22時00分 - 22時57分 | 同時ネット |
| 岡山県 香川県 | RSK山陽放送        | TBS系列                       | 水曜 22時00分 - 22時57分 | 同時ネット |
| 広島県        | 中国放送           | TBS系列                       | 水曜 22時00分 - 22時57分 | 同時ネット |
| 山口県        | テレビ山口         | TBS系列                       | 水曜 22時00分 - 22時57分 | 同時ネット |
| 愛媛県        | あいテレビ         | TBS系列                       | 水曜 22時00分 - 22時57分 | 同時ネット |
| 高知県        | テレビ高知         | TBS系列                       | 水曜 22時00分 - 22時57分 | 同時ネット |
| 福岡県        | RKB毎日放送        | TBS系列                       | 水曜 22時00分 - 22時57分 | 同時ネット |
| 長崎県        | 長崎放送           | TBS系列                       | 水曜 22時00分 - 22時57分 | 同時ネット |
| 熊本県        | 熊本放送           | TBS系列                       | 水曜 22時00分 - 22時57分 | 同時ネット |
| 大分県        | 大分放送           | TBS系列                       | 水曜 22時00分 - 22時57分 | 同時ネット |
| 宮崎県        | 宮崎放送           | TBS系列                       | 水曜 22時00分 - 22時57分 | 同時ネット |
| 鹿児島県      | 南日本放送         | TBS系列                       | 水曜 22時00分 - 22時57分 | 同時ネット |
| 沖縄県        | 琉球放送           | TBS系列                       | 水曜 22時00分 - 22時57分 | 同時ネット |
| 秋田県        | 秋田放送           | 日本テレビ系列                | 不定期放送               | 遅れネット |
| 福井県        | 福井放送           | 日本テレビ系列 テレビ朝日系列 | 不定期放送               | 遅れネット |

## 使用楽曲
前述の通りPUNPEEが音楽を担当しており、Hiphop系の楽曲が多く使われている。
- メインテーマ：「水星 feat. オノマトペ大臣 Roller Skate Disco REMIX」 - tofubeats Remixed by PUNPEE for PSG, RAP BY Heavy TOMO
  - オープニング前のアバンタイトル、提供バック、次回予告などで使用。
  - この曲の元ネタを辿っていくと、ダウンタウン扮するGEISHA GIRLSの楽曲「Blow Your Mind」が起源。演出の藤井はそれと「“水”曜日」であることを意識して選曲したと語っている[142]。
- その他、オープニングテーマやプレゼンター登場時のBGM、「みんなの説」のテーマなど、多くのPUNPEEオリジナル楽曲が提供されている[143]。
  - ODDJOB INC.制作のオープニングアニメーションは、2時間スペシャルではそれまでに行われた検証画像が使われたり、歌詞がその回で検証する説やこれまでに紹介した説にちなんだものに変化するスペシャルバージョンとなる。
  - 2016年9月21日放送の『水曜日のダウソタウソ』では、従来のオープニングテーマとは異なるアレンジを使用しており、タイトルコールでも『水曜日のダウソタウソ』と言っていた。なお、この回でのエンディングのクレジットもPUNPEEではなく『パソピー』となっていた。
- 2015年11月11日[注 95]及び2023年3月22日放送[注 96]のエンディングでは「花と雨」（SEEDA）が使用された。
- 2023年11月1日、プロバスケットボール選手・八村塁が出演し、『水曜日のダウンタウン』のオープニングを”完コピした”日清食品・カップヌードルのTVCMが公開された[144]。